# Air comprimé
L'air comprimé est de l'air atmosphérique comprimé à une pression supérieure à celle de l'atmosphère à l'aide de compresseurs.

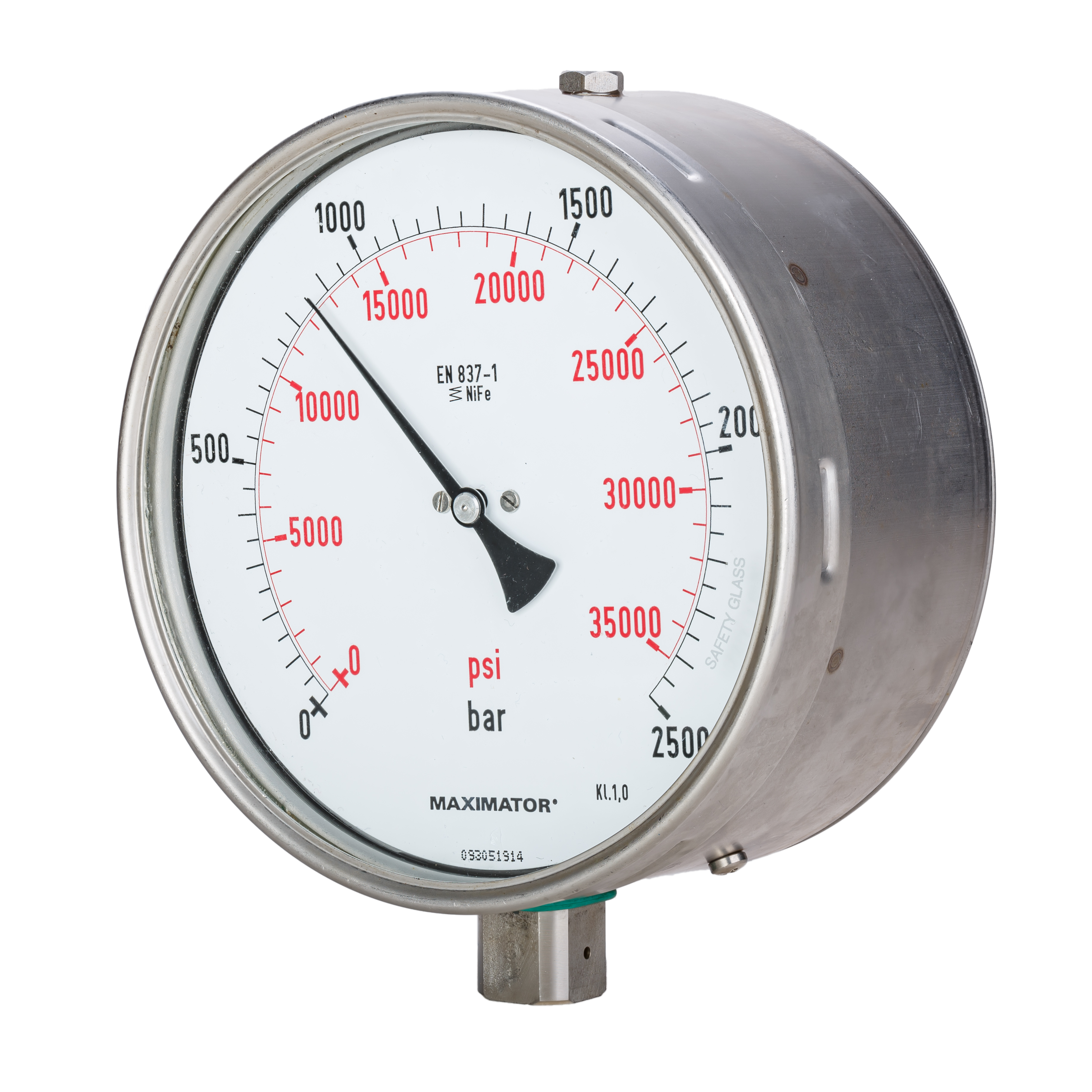
manomètre permettant la lecture de la pression d'air comprimé

C'est un vecteur énergétique ou une énergie finale, comme l'électricité, qui est utilisé dans de nombreux secteurs d'activité (l'industrie, le BTP, la Santé, etc.) et pour de multiples applications : comme matériau depuis l'Antiquité et comme source d'énergie pneumatique dès le XIXe siècle.
Parmi les utilisations les plus connues, on peut citer le soufflet, le gonflage des pneus, les bouteilles de plongée sous-marine, la fraise du dentiste ou bien encore le marteau-piqueur. Dans l'industrie, en 2010, 10 % de l'électricité consommée sert à produire de l'air comprimé, cette consommation s'élevant à 80 TWh par an en Europe; pour l'alimentation d'actionneurs variés tels que des moteurs pneumatiques ou des vérins, souvent associés à des automatismes; ou pour les propriétés de ce fluide gazeux.

## Caractéristiques de l'air comprimé
L'air comprimé est un fluide à l'état gazeux caractérisé par sa pression, sa température et sa pureté. Il est composé, comme l'air atmosphérique, d'environ 78 % d'azote (N2), 21 % d'oxygène (O2), et de 1 % de gaz rares (argon, dioxyde de carbone...), de vapeur d'eau et de potentiels polluants. Sa compression est possible grâce aux caractéristiques de compressibilité de l'air atmosphérique. Après compression, Il peut facilement être stocké, dans des réservoirs, et acheminé au travers d'un réseau de distribution jusqu'aux points d'utilisation. L'énergie qu'il contient sous forme comprimée sera libérée lors de sa détente (c'est-à-dire son expansion pour revenir à la pression atmosphérique) et pourra alors être transformée en travail.
En thermodynamique, l'air comprimé obéit notamment à la loi des gaz parfaits qui définit les relations entre volume, pression et température lors du changement d'état d'une de ces variables :
- à température constante, la pression est inversement proportionnelle au volume. C'est la Loi de Boyle-Mariotte ;
- à pression constante, le volume varie proportionnellement à la température absolue. C'est la Loi de Charles ;
- à volume constant, la pression varie proportionnellement à la température absolue. C'est la Loi de Gay-Lussac .

### Pression

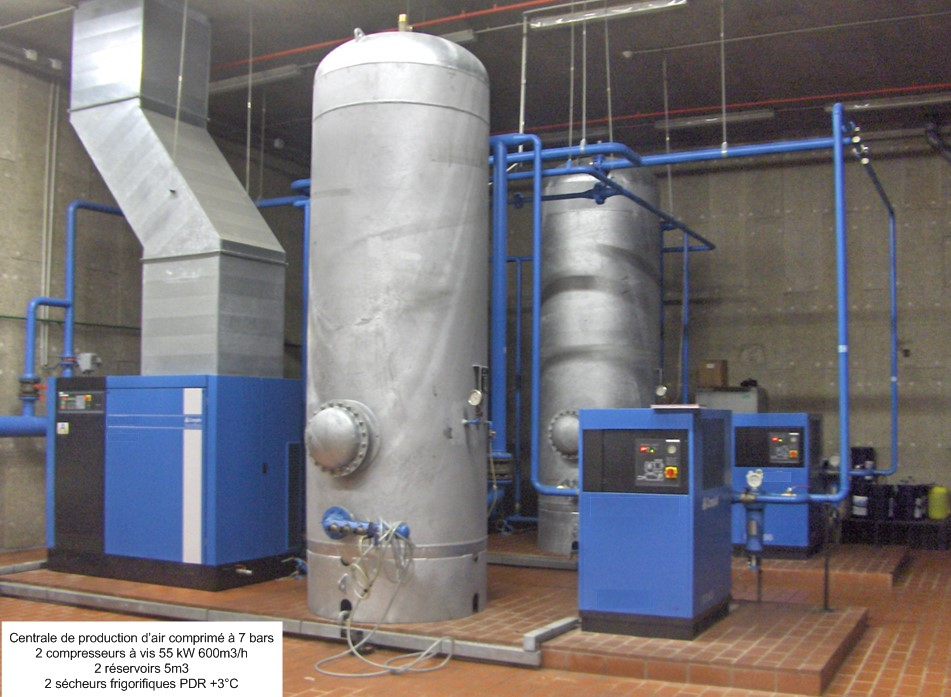
centrale de production d'air comprimé dans l'industrie

La pression est couramment exprimée en bars relatifs à la pression atmosphérique, ou en psi dans les pays anglophones. L'unité de pression du système international d'unité est le Pascal (Pa). 1 bar = 14,5 PSI = 100 kPa. Les pressions possibles sont supérieures à la pression atmosphérique (1013 mbar) jusqu'à plus de 450 bar; les notions de basse, moyenne, ou haute pression de l'air comprimé font référence à des gammes de pression, différentes selon les secteurs d'activité dans lesquelles elles sont employées, mais sans définition normative. La norme ISO 13349:2010 fixe la limite de pression de production de l'air de ventilation à 0,3 bar, au delà de laquelle un ventilateur sera nommé un turbocompresseur. Cette valeur de pression de 0,3 bar peut définir la frontière entre la production d'air ventilé et la production d'air comprimé.
On peut distinguer plusieurs gammes de pression correspondantes aux usages les plus fréquents :
- jusqu'à 4 bar pour le soufflage, l'aération de bassins ou le transport pneumatique...;
- de 5 à 15 bar pour une majorité d'usages pour l'industrie, les travaux publics ou la santé; les actionneurs et outils pneumatiques sont généralement prévus pour fonctionner entre 6 et 7 bar ;
- de 20 à 40 bar pour l'injection plastique d'emballages alimentaire (notamment les bouteilles en PET), ou le démarrage de  moteurs diesel ;
- de 150 à 450 bar pour les bouteilles de plongée.

### Débit
Le débit volumique est souvent exprimé en mètres cubes heure (m3/h), en litres par minute (l/min), ou en litres par seconde (l/sec); et à la pression de 1 013 mbar absolu ou 1 000 mbar absolu selon le référentiel utilisé. Selon la loi des gaz parfaits, le volume de l'air est variable en fonction de sa température et de sa pression; il est donc nécessaire de préciser les valeurs de température et de pression auxquelles ce débit se réfère; l'absence de ces précisions conduit à des approximations, voire des incohérences. Le poids de vapeur d'eau contenu dans l'air ambiant aspiré influence également le débit final d'air comprimé, la référence au taux d'humidité relative apporte de la précision aux résultats.
Trois normes définissant des conditions de référence sont principalement utilisées pour l'air comprimé : DIN1343, ISO2533, et ISO1217; elles facilitent les comparaisons techniques et les transactions commerciales. La norme ISO1217 est fréquemment utilisée par les fabricants de compresseurs volumétriques (température 20 °C, pression 1 bar, Humidité relative 0%). La norme DIN1343 est la plus utilisée dans les secteurs scientifiques et en métrologie (température 0 °C, pression 1 013 mbar, Humidité relative 0%). La norme ISO2533 est très employée dans le secteur gazier (température 15 °C, pression 1 013 mbar, Humidité relative 0%). Le débit massique, en kg/s, est employé dans certains secteurs comme la chimie ou la recherche; il présente l'intérêt de s'affranchir des variations de température ou de pression.    
Les débits possibles vont de quelques m3/h à plus de 10 000. Une petite carrosserie peut consommer 40 à 50 m3/h, soit 5,5 kW ; un gros site industriel 5 000 à 10 000 m3/h, soit 500 à 1 000 kW).

### Qualité d'air

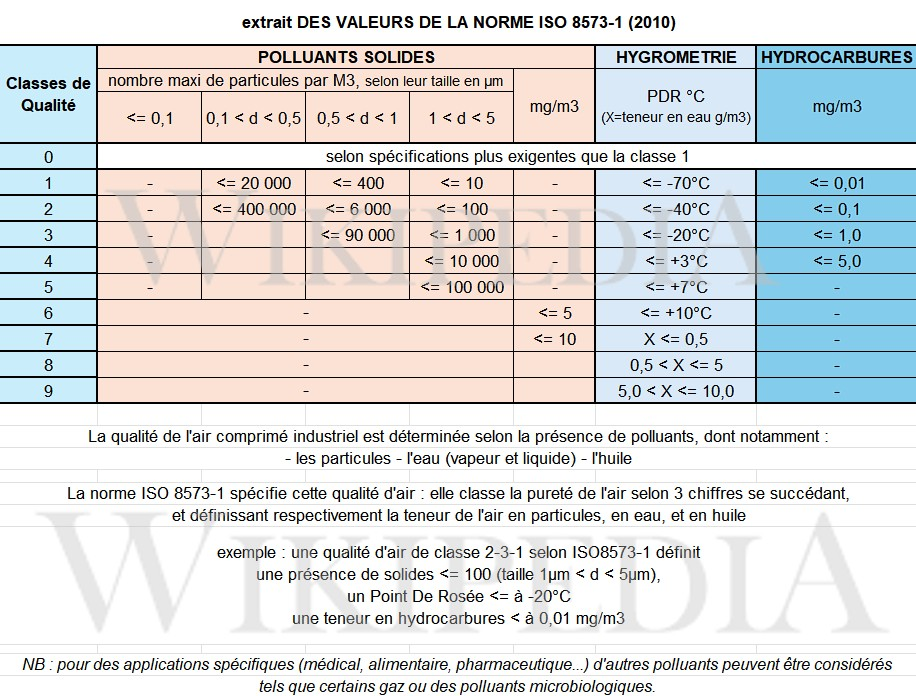
Teneur maximale de polluants dans l'air comprimé selon ISO 8573-1

L'atmosphère qui nous entoure, matière première de l'air comprimé, contient en suspension : des particules solides, de l'eau, des COV (Composés Organiques Volatils), des micro-organismes, des pollens... Tous ces éléments sont comprimés et concentrés dans l'air comprimé et sont, selon les applications attendues, des polluants potentiels. A ces polluants « naturels » s'ajoutent les pollutions issues des compresseurs et des réseaux de distribution (huiles, particules métalliques...). La production d'air comprimé peut s'accompagner d'une étape de Traitement d'air pour retirer certains polluants et atteindre le niveau de qualité défini pour l'utilisation souhaitée. (souffler une forge pour attiser le feu ne requiert pas de filtration, faire respirer un être humain sous air médical exige quelques précautions avec des normes supplémentaires..)
La qualité d'air comprimé est définie par la norme ISO 8573-1 qui identifie 3 polluants principaux : Les particules solides - L'eau - Les hydrocarbures. Les particules et les hydrocarbures seront traités essentiellement par des filtres. L'eau sous forme de vapeur est traitée par des sécheurs d'air comprimé. L'eau sous forme liquide peut être piégée par des dévésiculeurs dédiés, ou fréquemment par les filtres ou les réservoirs qui en assurent également la fonction.
L'air comprimé à usage d'air respirable ou d'air médical est défini par des normes distinctes de l'ISO 8573-1. L'air respirable est encadré par la norme NF EN 12021 qui spécifie les teneurs en oxygène (21% + ou - 1%), lubrifiant (<0,5 mg/m3), sans odeur, dioxyde de carbone (<500ppm), monoxyde de carbone (<15ppm), et eau (point de rosée <−11 °C) . L'air médical est encadré par des textes de la pharmacopée européenne.
La quantité de vapeur d'eau contenue dans l'air comprimé peut être exprimée en valeur absolue (g/m3); en température de point de rosée (PdR) qui est le plus employé en air comprimé, ou en % d'humidité relative. A chaque Point de rosée correspond une quantité maximale de vapeur d'eau (pression de vapeur saturante) contenue dans 1 m3 d'air à cette température; l'humidité relative est alors égale à 100 %. Lorsque la température de l'air comprimé chute en dessous de son point de rosée, la vapeur d'eau excédentaire se condense, ou plus précisément se liquéfie, provoquant l'apparition d'eau sous forme liquide, considérée comme un polluant dans l'air comprimé.

## Histoire de l'air comprimé

### De l'antiquité auXVIIIesiècle
Jusqu'au XVIIIe siècle, l'air comprimé est utilisé en tant que matériau, pour le soufflage des feus ou des forges, ou l'alimentation en air de cloches à plongeur; à l'exception du fusil à vent apparu au début du XVIIème

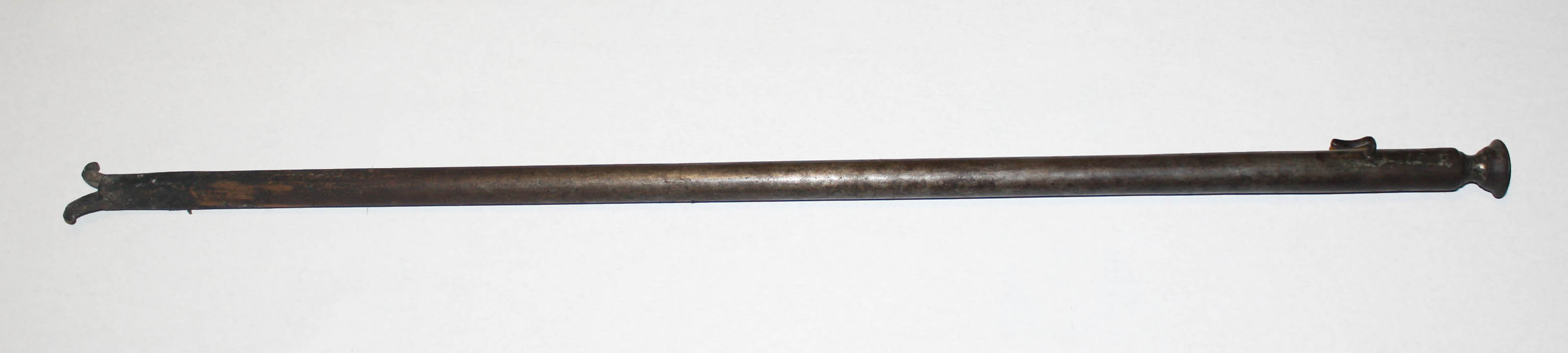
Ancien soufflet à bouche en fer forgé. Le plus élémentaire et sans doute le plus primitif des soufflets. Le soufflet à bouche est constitué d'un long tube en fer ou en bois d'un mètre environ.

#### Le soufflet
La première utilisation connue de l'air comprimé date de l'Antiquité, et est associée à l'archéométallurgie. Des soufflets à bouche sont représentés sur les murs de tombeaux égyptiens de la fin de l'Ancien Empire (vers 2300 av. J.-C.) pour illustrer des scènes d'ateliers de fonderie. L'air comprimé permet d'augmenter la température des feux et d'obtenir les 1 000 à 1 200 °C nécessaires au travail du métal grâce au souffle combiné de plusieurs ouvriers. Le poumon humain peut fournir un débit d'air comprimé d'environ 50 l/min à une pression de 50 à 100 g.
Des soufflets à pied, constitués d'une peau tendue sur un tambour de poterie, remplacent ensuite les soufflets à bouche. Ils sont représentés en Égypte dès le début du Nouvel Empire (vers 1500 av. J.-C.) mais seraient utilisés près d'un millénaire plus tôt en Mésopotamie et en Anatolie centrale. Le soufflet se développe ensuite jusqu'au XVIIIe siècle pour accompagner l'évolution de la métallurgie à côté des bas fourneau. La mécanisation de son entraînement par la force hydraulique de roues à aubes est attribuée au chinois Du Shi au début du 1er millénaire.

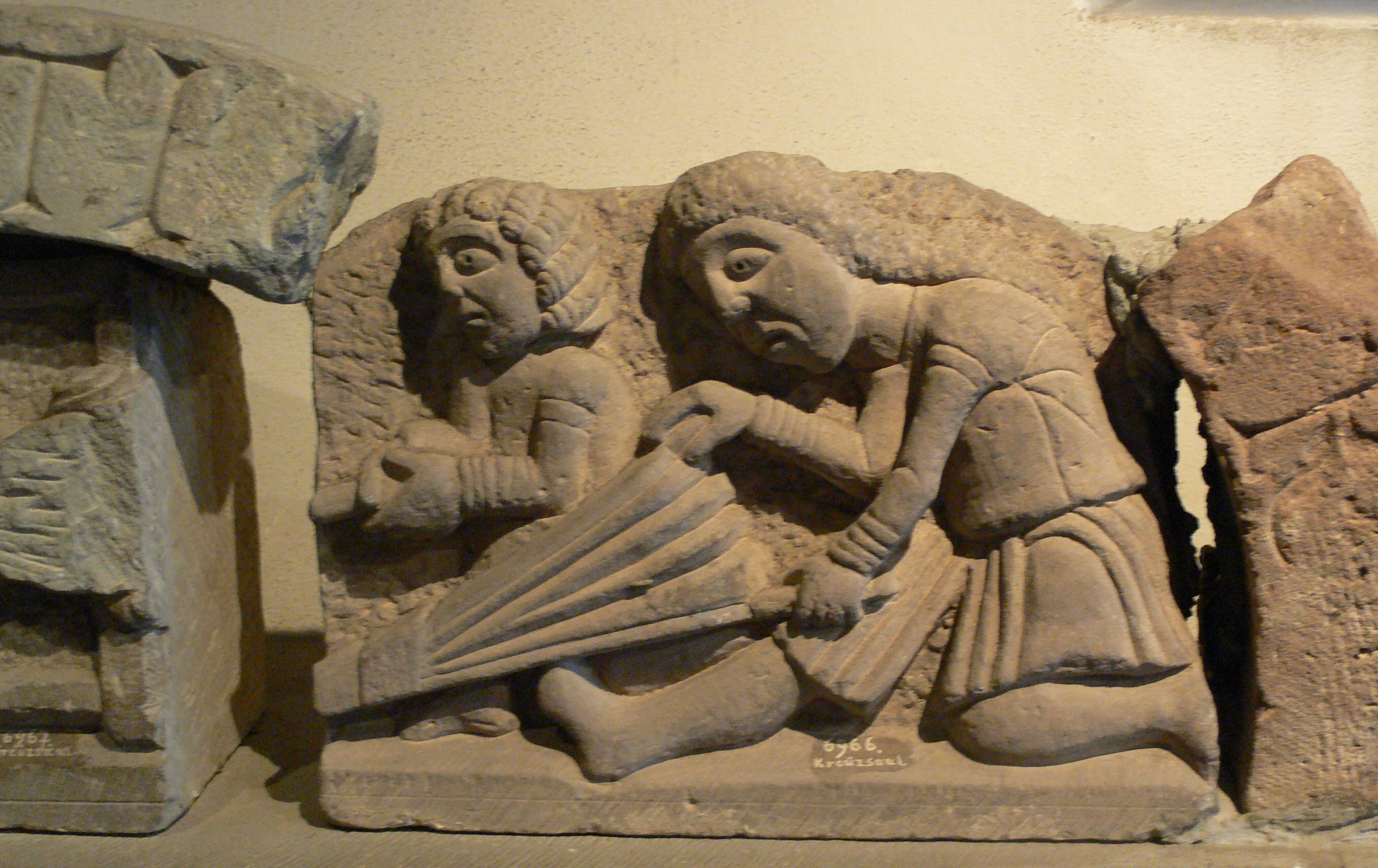
Soufflet à main sur un bas relief médiéval
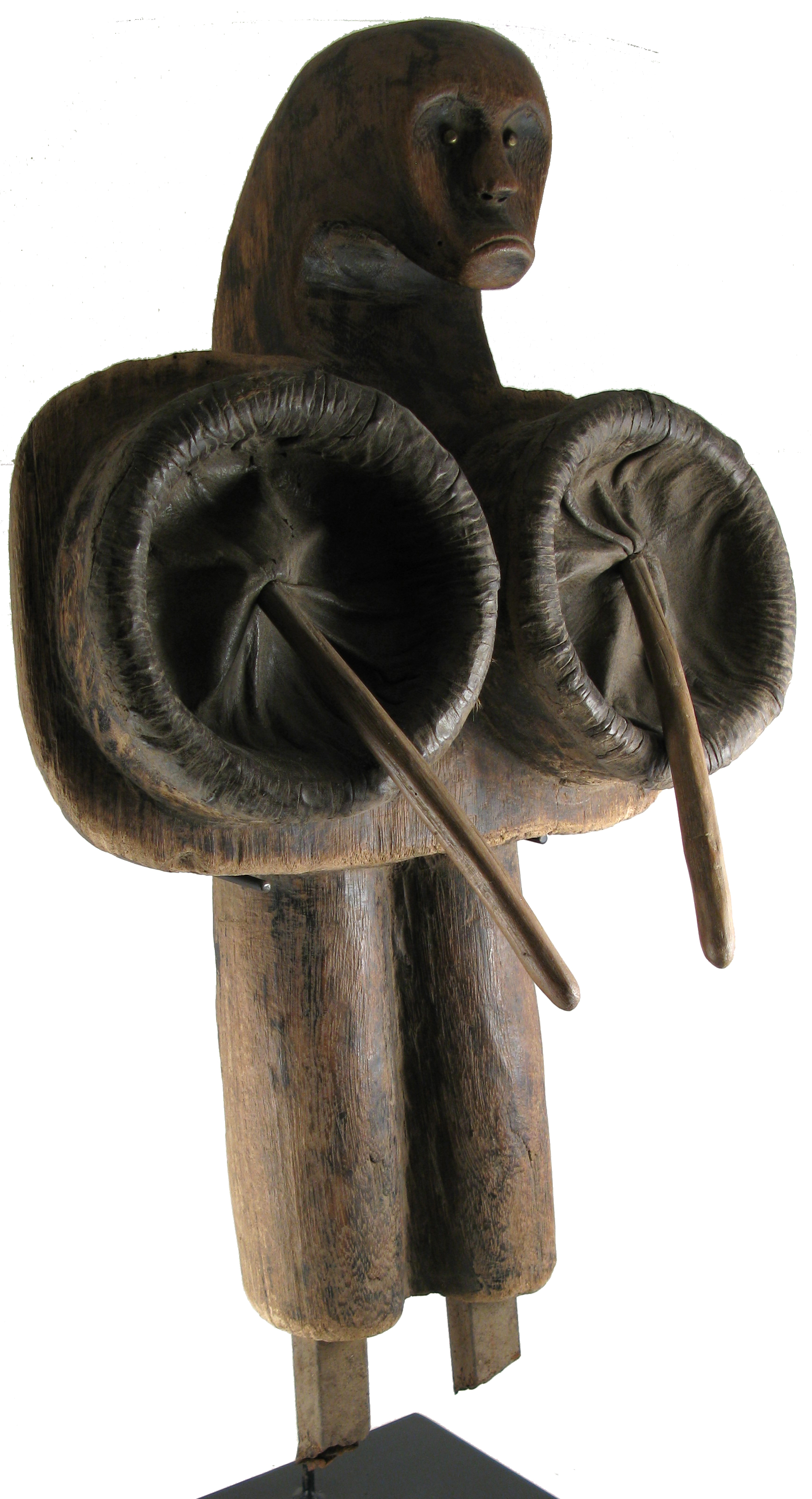
Soufflet à tambours utilisé par les Fang, Gabon
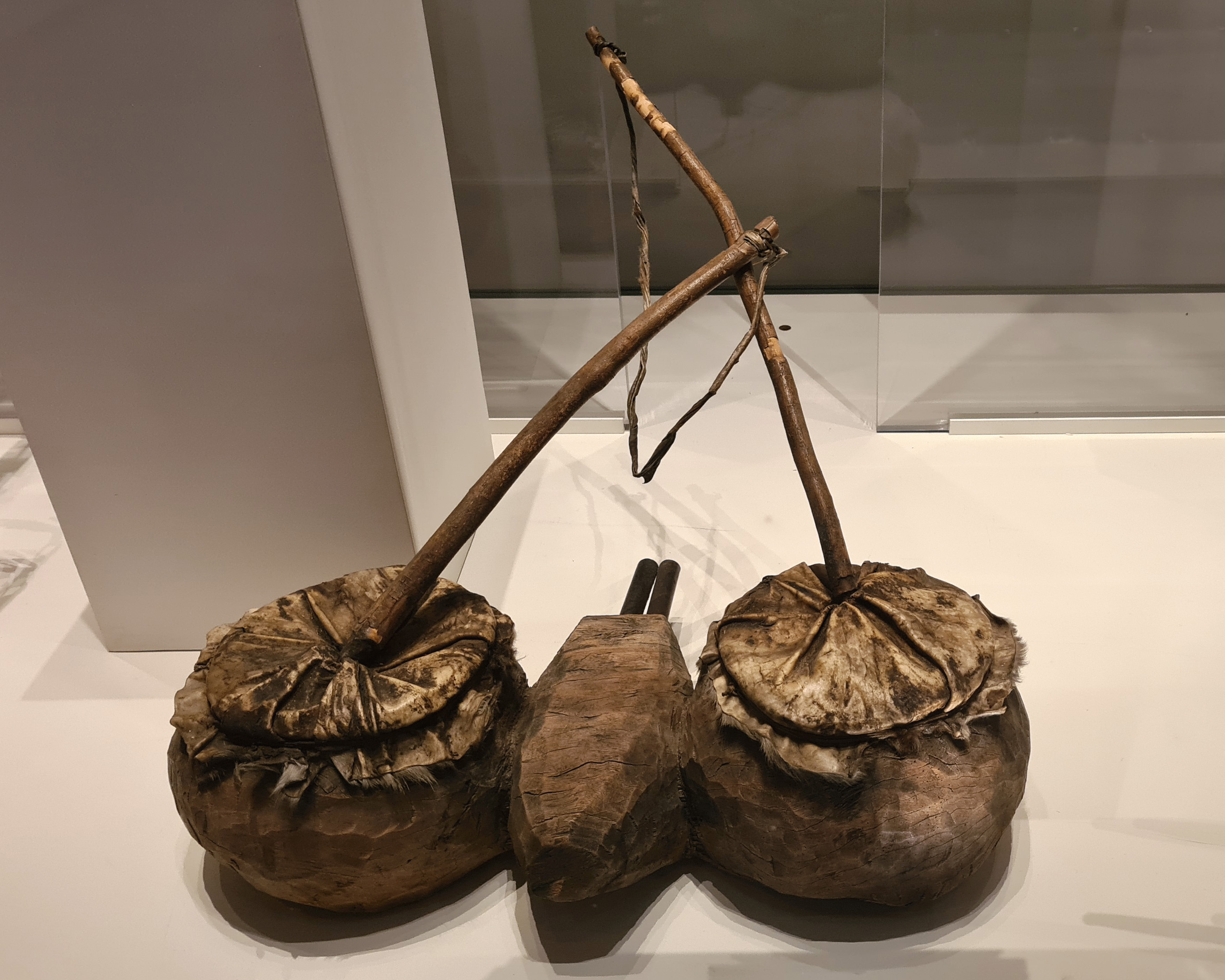
Soufflet à tambours Mpongwe
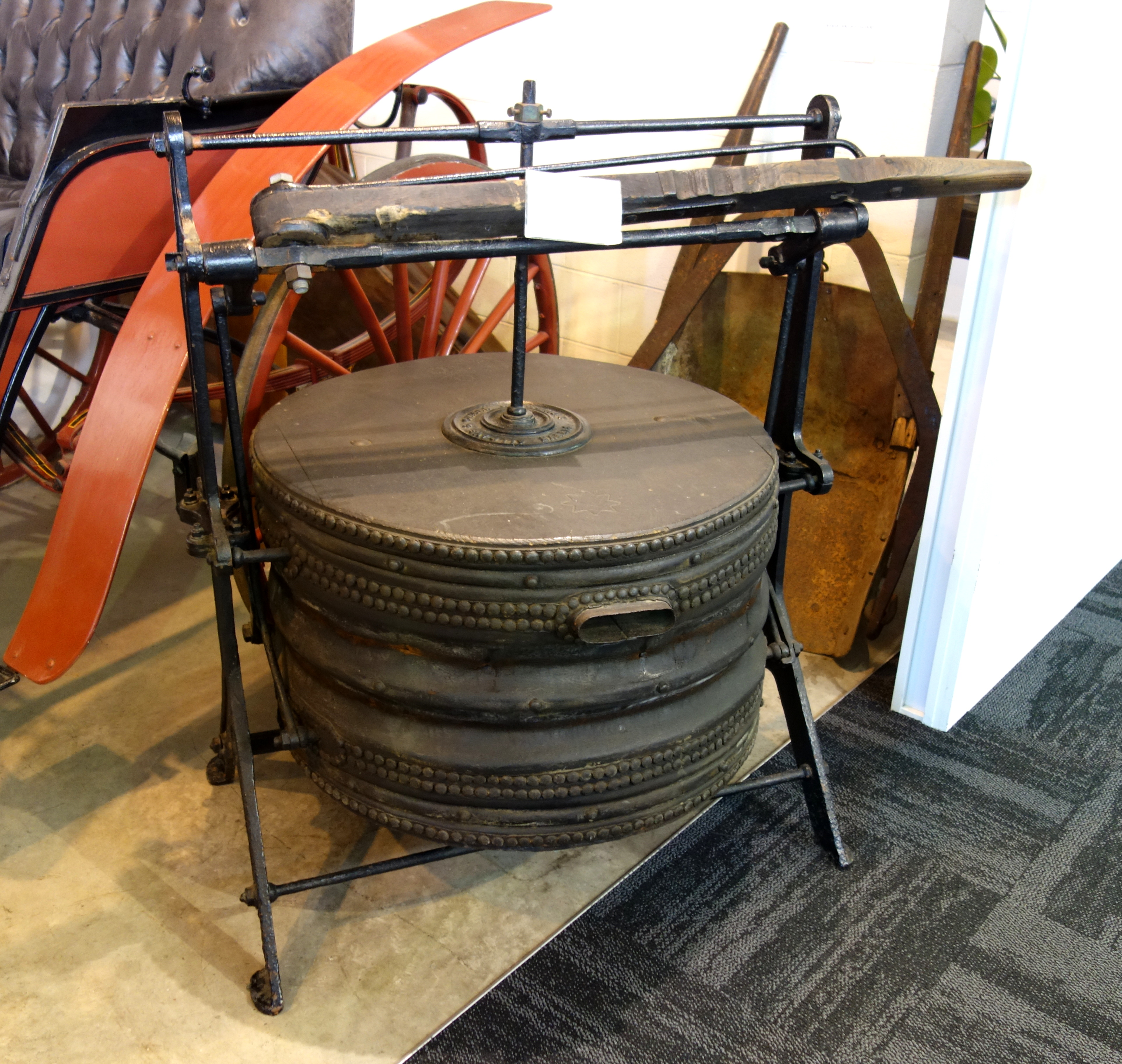
Soufflet cylindrique
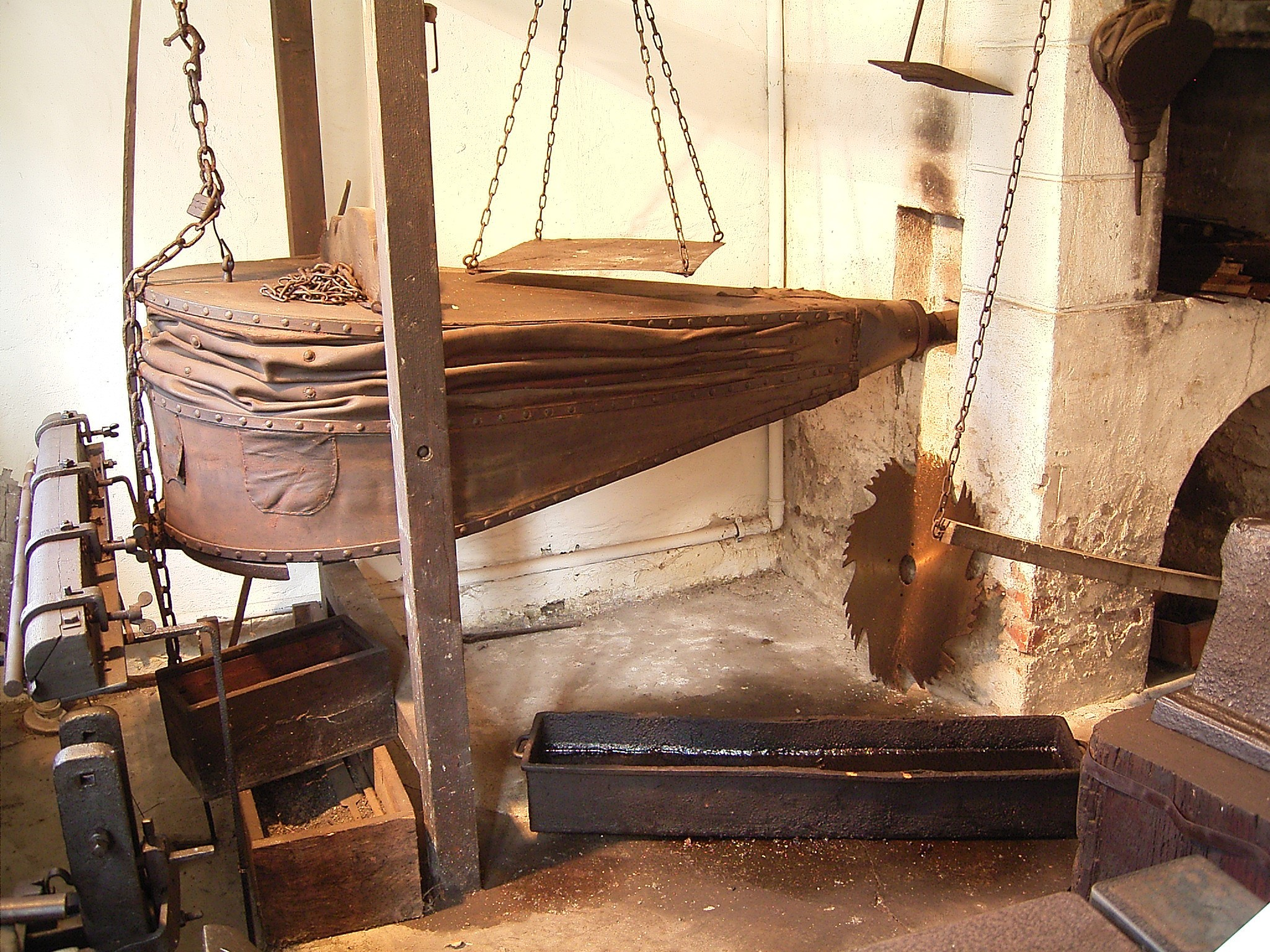
Soufflet de forge

#### La cloche à plongeur
Dès le IVe siècle av. J.-C., Aristote évoque une cuve d'airain renversée et plongée sous l'eau pour permettre la respiration de plongeurs. Au siècle suivant Philon de Byzance démontre dans ses écrits que l'air est un corps en utilisant une amphore renversée qu'il plonge dans l'eau, et fait siffler des maquettes d'oiseaux en utilisant l'air comprimé dans ce vase.
Des expériences de cloches à plongeur sont faites au XVIe et XVIIe siècles : en 1538, deux grecs descendent dans le fleuve Tage au moyen d'une cloche à plongeur en présence de Charles-Quint. Le britannique Edmond Halley améliore le principe entre 1690 et 1721, suivi en 1786 de l'alimentation en air au moyen d'une pompe foulante par John Smeaton.

#### Le fusil à vent

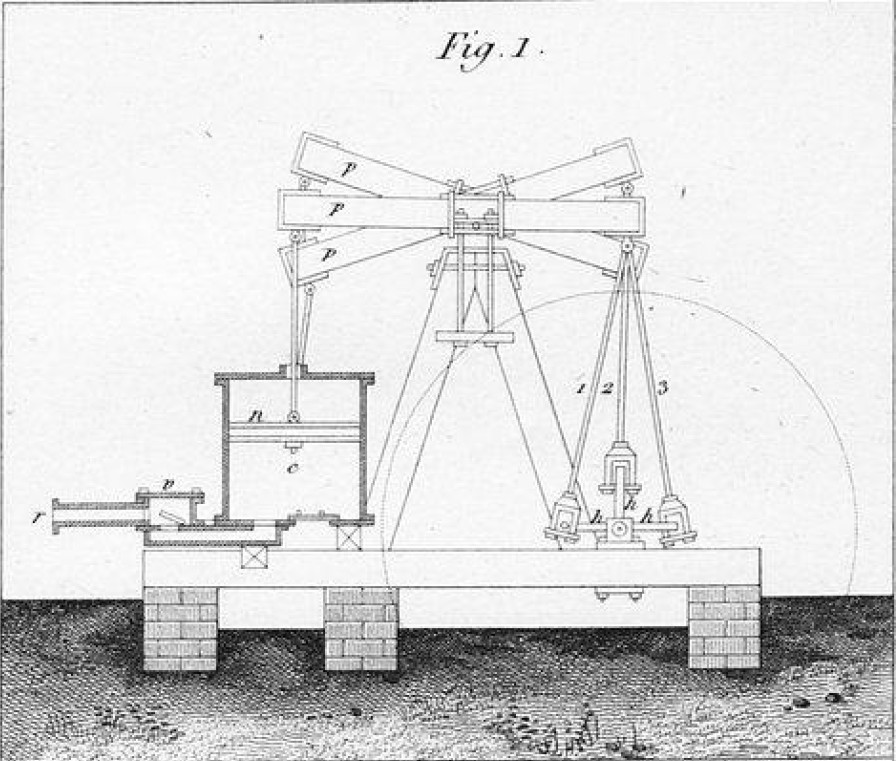
Illustration de la machine soufflante de Smeaton dans le traité complet de mécanique appliquée aux arts de J.A. Borgnis (1819)

Le fusil à vent est une arme à air comprimé dont le principe remonte au IIIe siècle av. J.-C. inventé en 1608 par Marin Bourgeois. Leurs descendants modernes sont les armes à air comprimé.

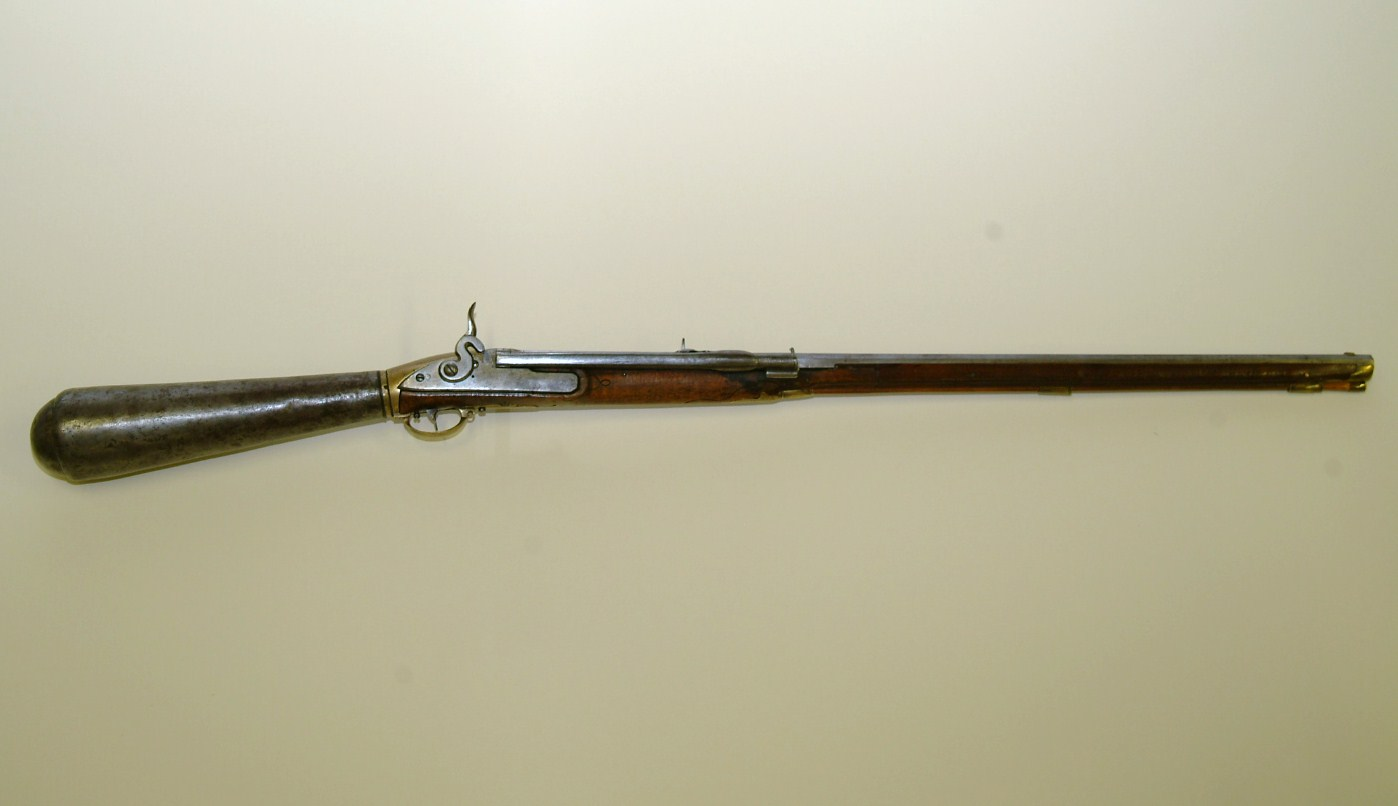
Fusil à vent autrichien Girandini, 1795
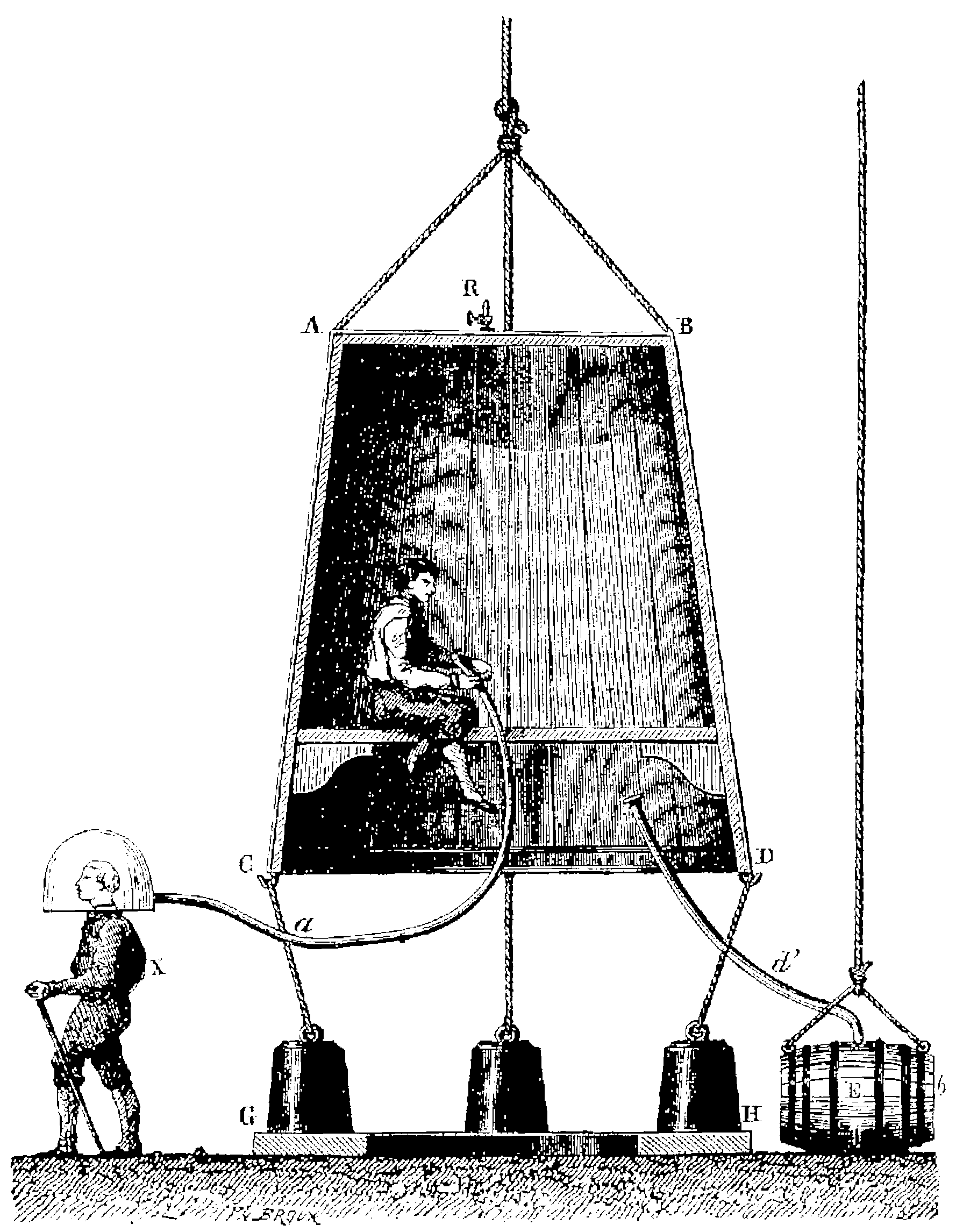
Croquis de la cloche de plongée de Halley (gravure de Broux)[note 4]

#### La machine soufflante
En 1776, la 1ère machine soufflante est construite par John Wilkinson et James Watt . Une machine à vapeur entraîne un piston qui coulisse dans un cylindre. Prototype des compresseurs à piston, la machine soufflante remplace progressivement les traditionnels soufflets pour fournir l'air de combustion des hauts-fourneaux. D'énormes pistons de près de 2 mètres de diamètre fournissent un débit voisin de 5 000 m3/h à une pression inférieure à 1 bar.

### XIXesiècle
Ce n'est qu'à partir du XIXe siècle, simultanément à la révolution industrielle, que l'emploi de l'air comprimé comme énergie débute. Les besoins de force motrice liés à l'industrialisation de l'époque mettent en avant l'intérêt de l'air comprimé comme vecteur énergétique et énergie finale non polluante aux points d'utilisation, se présentant alors comme une alternative crédible à la vapeur ou à l'électricité, dans les secteurs miniers, le percement de tunnels, l'industrie, l'artisanat, et aussi le secteur tertiaire,. Son usage comme matériau trouve aussi de nouvelles applications dans la construction d’ouvrages d'art.
Les recherches sur les moyens de production de l'air comprimé et les applications possibles sont multiples. L'air est comprimé au moyen de pompes foulantes, aussi appelées pompes à air ou pompes de compression, utilisant le principe d'un piston comprimant l'air dans un cylindre. Le terme compresseur n'apparaît que dans les années 1850. La vapeur et l'énergie hydraulique sont les principales sources d'énergie nécessaires à leur entraînement. Les pressions atteignables sont désormais de plusieurs dizaines de bar, et les difficultés techniques à surmonter sont aussi nombreuses que les recherches, tant sur les pompes de compression que sur la résistance à l'éclatement des réservoirs de stockage.
En 1841, le fonçage (percement) des puits de Chalonnes (Maine-et-Loire) est réalisé en utilisant l'air comprimé à 2,5 bar pour repousser l'eau le temps des travaux. Cette technique, appelée procédé Triger permet de réaliser des fondations en milieu humide ou dans le lit de fleuves.
En 1857, le tunnel ferroviaire du Fréjus (tunnel du Mont Cenis) est percé avec des marteaux-perforateurs pneumatiques à 6 bar de pression.
En 1879, le tramway à air comprimé de Louis Mékarski est mis en service à Nantes.
En 1879, le premier réseau urbain de distribution d'air comprimé est mis en service par La Compagnie Parisienne de l'Air Comprimé (CPAC) de Victor Popp, devenue ensuite la Société Urbaine D'Air Comprimé - SUDAC. En service jusqu'en 1994, ce réseau d'air comprimé à six bars alimente tout Paris et sa proche banlieue. Le but poursuivi par Victor Popp, le promoteur de ce réseau, était la distribution de la force motrice alors que les réseaux électriques n'existaient pas encore. L'air actionnait des petits moteurs dans quantité d'ateliers. Il servait aussi à faire du froid (par détente) chez les cafetiers-limonadiers de la capitale et au fonctionnement d'innombrables ascenseurs hydropneumatiques dans les beaux immeubles. Un réseau indépendant piloté par une horloge centrale commandait le mécanisme d'horloges publiques et privées unifiant ainsi l'heure dans la ville. A la même époque, dès 1866, un réseau de télégraphe pneumatique est en service à Paris.

## Production de l’air comprimé

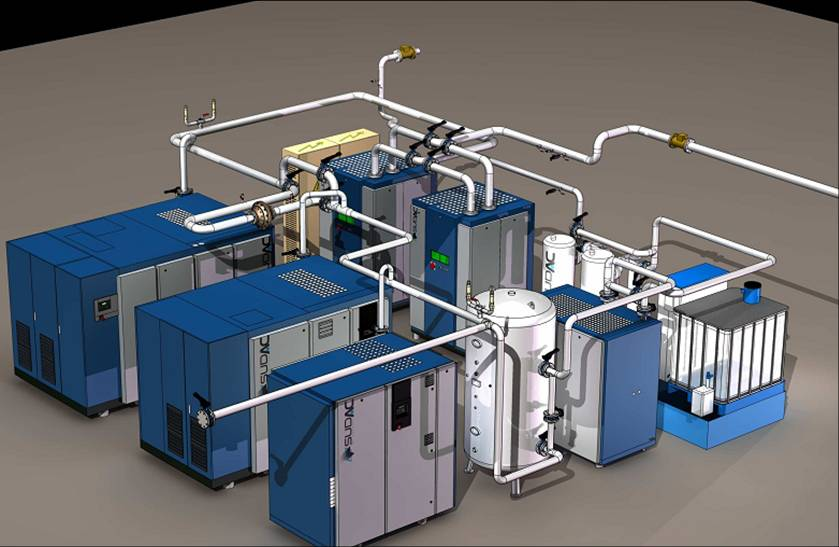
Représentation trois dimensions d'une centrale d'air comprimé.

Selon la pression et le débit d’air recherchés, on utilise pour la production de l'air comprimé différents types de compresseurs ; chaque technologie de compresseurs ayant des limites fonctionnelles (de débit comme de pression) qui les rendent pour tout ou partie complémentaires. Deux systèmes sont principalement utilisés : les compresseurs à vis et ceux à piston. Pour de très gros débits, les compresseurs dynamiques s'imposent ; alors que pour de faibles pressions (moins de 2 bar), les palettes et les lobes sont une évidence. Toutes les technologies ont des intérêts et des applications spécifiques; de la pompe à vélo aux turbomachines centrifuges de plusieurs centaines de kW de l'industrie.
La compression de l'air engendre une production importante de condensats et de chaleur fatale qui doivent être évacués ou traités. A la sortie du compresseur l'air comprimé est brut, chargé d'humidité et d'eau liquide, de particules solides, de Composés Organiques Volatils et très souvent d'hydrocarbures.

### Centrale de production d'air comprimé

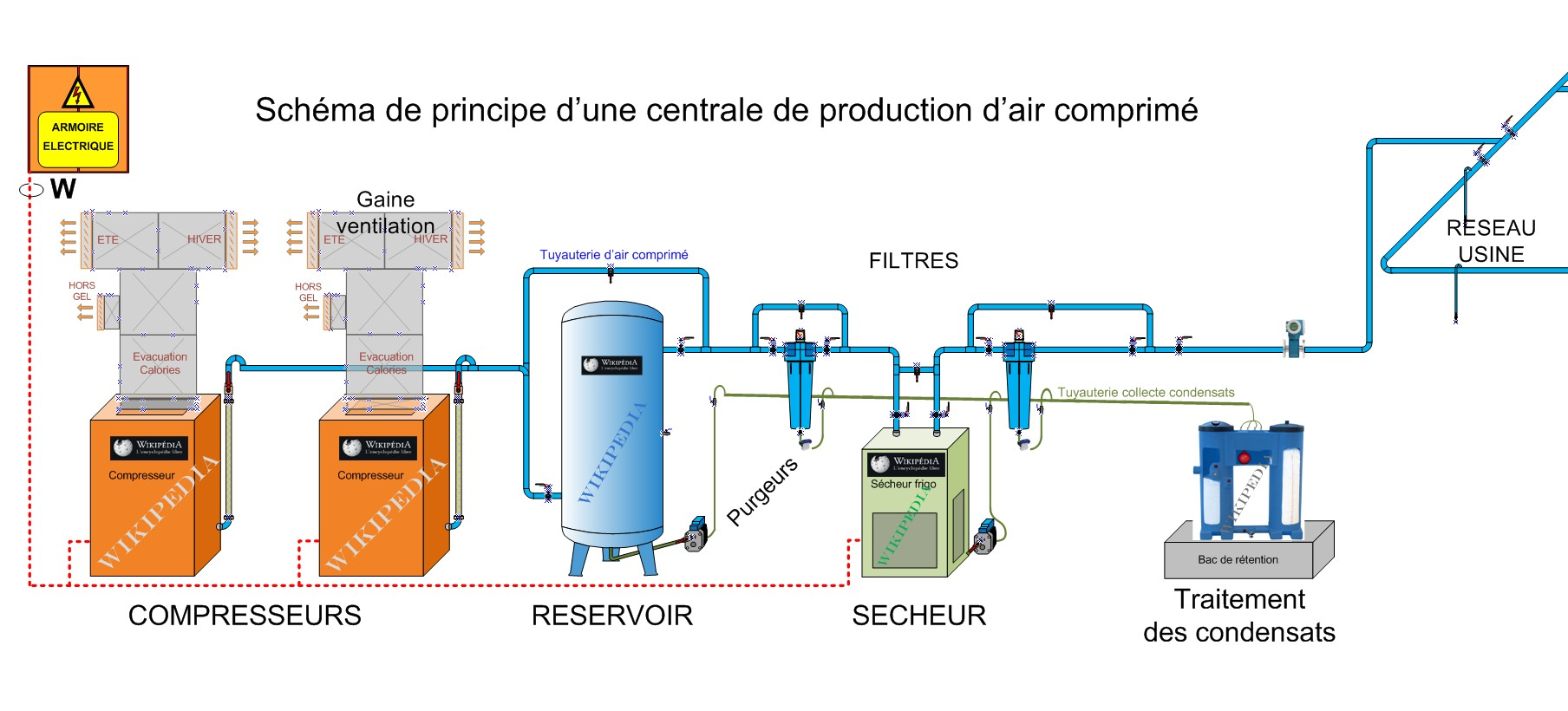
Schéma de principe d'une centrale de production d'air comprimé.

L'air comprimé est considéré comme le quatrième fluide énergétique, ou « utilité », employé dans l’industrie, après l'électricité, le gaz naturel et l'eau,. Outre les compresseurs, des matériels et équipements périphériques sont nécessaires pour le stockage et le cheminement de cette énergie, son traitement en qualité, le refroidissement des fluides et des matériels, le bon fonctionnement de cet ensemble, etc. Cet assemblage de matériels reliés par des tuyauteries constitue un process à part entière, souvent regroupé dans des locaux techniques dédiés à cette utilité, fréquemment nommé « centrale d'air comprimé » ou « centrale de production d'air comprimé».
Ces centrales d'air comprimé sont plus ou moins complexes, adaptées aux besoins des industries utilisatrices. Certains points communs des centrales les plus simples, aussi les plus fréquentes, permettent de définir des centrales type selon le schéma de principe en annexe.
Les équipements fréquemment utilisés sont listés ci-dessous.

#### Les réservoirs
Un réservoir assure le stockage de l'énergie produite par le compresseur. Placé directement en aval du compresseur, il remplit un rôle tampon, piège les condensats, donne au compresseur le volume indispensable à une bonne régulation (suppression d'effets de pompage et de surpression), lisse le débit en entrée du traitement d'air. Placé en aval du traitement d'air, il joue un rôle tampon, notamment pour des process qui présentent des pics de consommation instantanés supérieurs au débit du compresseur (sur de très courtes durées).

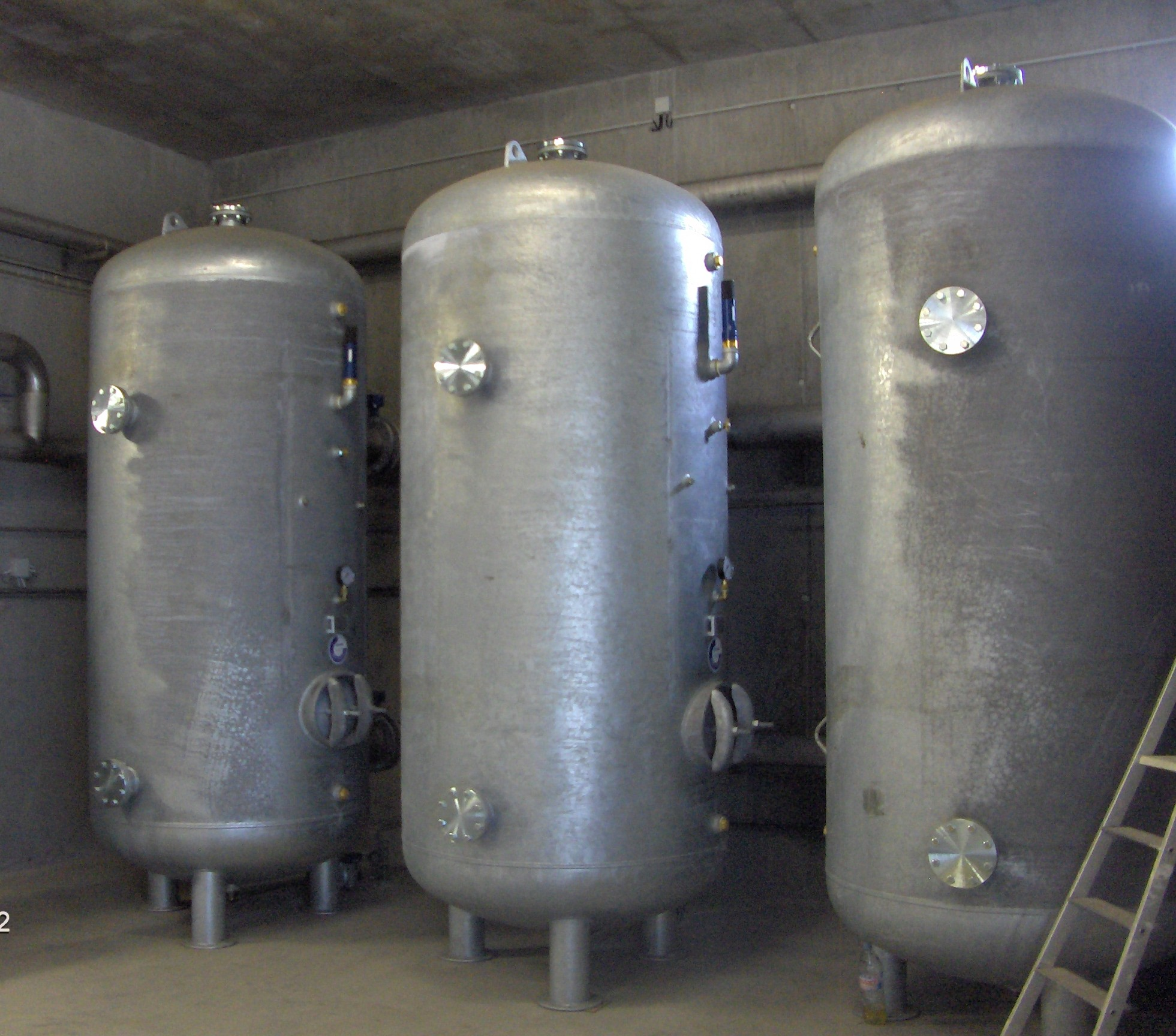
Réservoirs verticaux galvanisés de 5 m3, PS 10,6 bar

Le volume global de stockage d'air comprimé, constitué du ou des réservoirs et du volume des tuyauteries du réseau de distribution d'air, est un des paramètres qui influencent la stabilité de pression, la fréquence de sollicitation des compresseurs et le rendement énergétique de la production d'air. Les problèmes posés sur les volumes de stockage nécessaires à une installation ou un process sont solutionnés par la formule   {\displaystyle Q(\mathrm {m^{3}/h} )={\Delta P(\mathrm {bar} )\cdot V(\mathrm {m^{3}} )\cdot 3600 \over t(\mathrm {sec} )}}
avec :
- {\displaystyle Q=} débit du compresseur, ou débit consommé, ou débit résiduel entre les 2 débits précédents;
- {\displaystyle \Delta P=} écart entre la pression de départ (P1) et la pression d'arrivée (P2);
- {\displaystyle V=} volume du réservoir (et des éventuelles tuyauteries);
- {\displaystyle t=} temps de montée en pression, ou de chute, entre P1 et P2 .

#### Les sécheurs

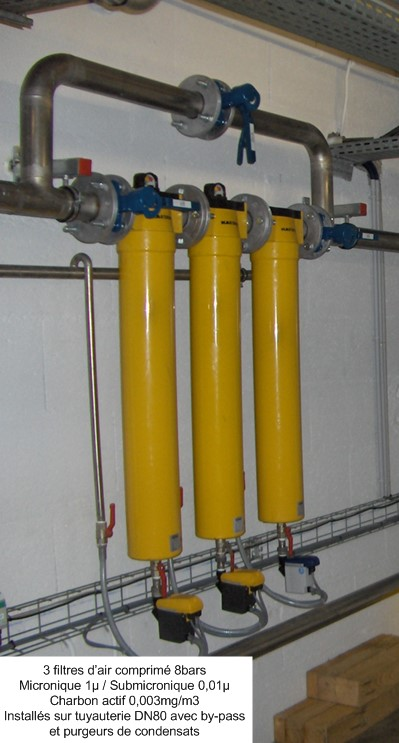
Filtres de traitement d'air comprimé

Un sécheur diminue la quantité de vapeur d'eau présente dans l'air comprimé.
A la sortie du compresseur, l'air est saturé d'humidité et chaud; sa température est généralement comprise entre +10°C et + 20°C par rapport à la température ambiante. 

#### Les filtres
Les filtres de traitement de l'air comprimé servent à diminuer la présence dans l'air comprimé de particules solides, d'hydrocarbures sous forme de liquide ou de vapeur, ou d'autres gaz comme le monoxyde de carbone... Ils sont installés sur le parcours de la tuyauterie d'air comprimé. Les corps de filtres peuvent être en alliage d'aluminium pour les plus petits modèles, ou en acier chaudronné pour les plus gros. Ils sont équipés d'éléments filtrants adaptés au niveau de filtration souhaité.

#### Le traitement des condensats
Les condensats provoqués par la compression de l'air et son refroidissement représentent des quantités relativement importantes d'eau polluée qu'il est nécessaire d'évacuer des locaux de production d'air comprimé. Ces condensats sont extraits des circuits d'air comprimé par des purgeurs. Selon le type de compresseur employé, lubrifié ou non lubrifié, ces condensats doivent être traités avant leur rejet dans un réseau d'eaux usées, pour ne pas dépasser les quantités de polluants maximum autorisés, notamment les hydrocarbures pour des teneurs de 10 à 20 mg/l. Des appareils de traitement sont intégrés dans les centrales de production d'air comprimé pour piéger les hydrocarbures contenus dans les condensats. 3 technologies sont employées : charbon actif, membranes, floculation.
Il y a aussi des échangeurs, purgeurs, tuyauteries, vannes, organes de régulation.

## Distribution, réseaux d'air comprimé

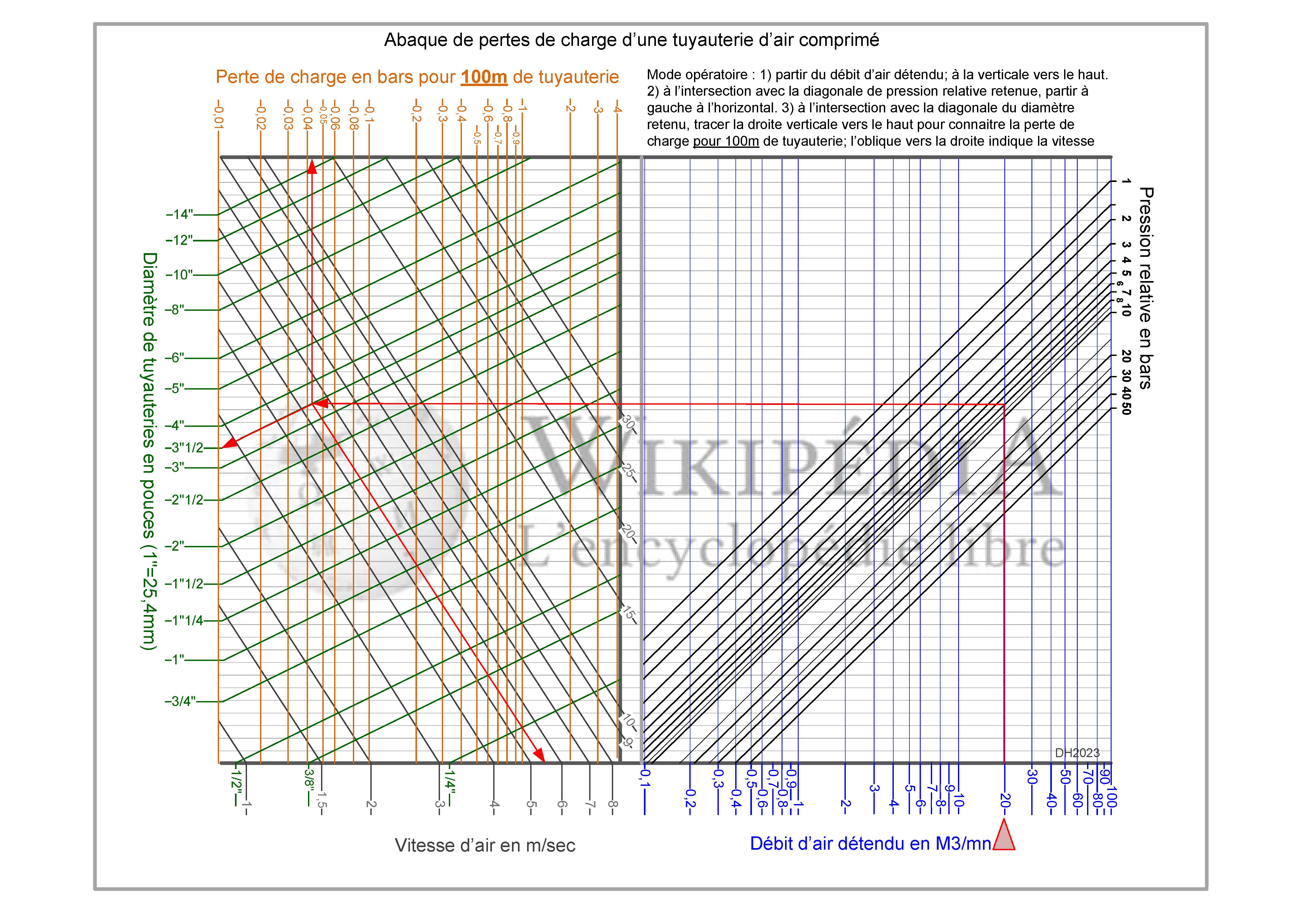
Abaque de pertes de charge de l'air comprimé dans une tuyauterie

Un des intérêts de l'air comprimé est la facilité avec laquelle ce vecteur énergétique peut être acheminé sur plusieurs points d'utilisation, au départ d'une source de production commune (le compresseur), par des tuyaux, souples ou rigides. Cet ensemble de tuyauteries est couramment appelé «réseau d'air comprimé». Cette distribution d'énergie ne nécessite pas de circuit de retour; l'air comprimé utilisé, détendu à la pression atmosphérique, est ensuite rejeté à l'atmosphère sans contraintes particulières. 
Le dimensionnement des réseaux, prenant en compte des paramètres de débit, de pression, de longueur, de diamètre et de rugosité du tuyau, doit être étudié pour garantir sa fonctionnalité et une bonne efficacité énergétique. Le déplacement de l'air dans les tuyaux engendre des pertes de charge dues en grande partie aux frottements du fluide sur les parois de la tuyauterie; la pression disponible en bout  de réseau est diminuée de ces pertes de charge. Les calculs issus de la mécanique des fluides permettent de connaitre la vitesse de l'air dans les tuyauteries et la perte d'énergie mécanique associée. Des abaques, moins précis que ces calculs relativement complexes, permettent une approche simplifiée pour le dimensionnement de réseaux d'air performants, avec une perte de charge la plus basse possible.
Les réseaux d'air comprimé sont très souvent aériens, notamment sur les sites industriels, ils cheminent parfois dans des caniveaux techniques ou en enterré pour de grandes longueurs ou des liaisons entre bâtiments. Ils sont constitués de lignes principales et de lignes secondaires, et peuvent avoir plusieurs types d'architecture pour répondre à des besoins de maintien en condition opérationnelle (MCO) ou de sectorisation. Les points d'utilisations sont alimentés par des descentes dont les piquages doivent être réalisés en partie supérieure des lignes de distribution pour ne pas entraîner d'éventuelles traces d'eau sous forme liquide. Les matériaux possibles pour ces tuyauteries sont variés : l'acier noir ou galvanisé, l'inox, le PVC pression, l'aluminium, le cuivre, etc.
Les distances possibles en distribution vont de quelques dizaines de mètres à plusieurs kilomètres, et n'ont pas d'autres limites que les diamètres de tuyaux disponibles et les considérations de rentabilité économique. L'un des plus grands réseaux au monde, constitué de 950 km de tuyaux de 40 à 300 mm de diamètre, alimente la ville de Paris en air comprimé à une pression entre 5 et 6 bar jusqu'en 1994, il chemine pour une bonne partie dans les réseaux d'égouts et dessert plus de 9 000 abonnés.

## Énergie pneumatique et Efficacité énergétique

### Efficacité énergétique
L'efficacité d'un système pneumatique, considéré comme un ensemble qui produit, traite, distribue et utilise l'air comprimé pour fournir un travail, est la part d'énergie utilisée relativement à l'énergie consommée pour y parvenir. Il peut être analysé sur tout ou partie du cycle complet de l'air comprimé, au départ d'une énergie primaire jusqu'au travail utile réalisé par un actionneur (le plus souvent un mouvement, à l'aide de moteurs pneumatiques ou de vérins). Les différentes étapes de ce cycle, simplifié, sont les suivantes :
- transformation d'une énergie primaire en énergie secondaire utilisable pour l'entraînement des compresseurs (le plus souvent de l'électricité), et transport de cette énergie jusqu'au compresseur ;
- production de l'air comprimé par le compresseur (transformation de l'énergie secondaire qui l'alimente en un mouvement qui permet la compression) ;
- traitement de l'air comprimé (refroidissement, séchage, filtration) ;
- transport de l'air comprimé par des réseaux de distribution jusqu'aux points d'utilisation ;
- transformation de l'énergie contenue dans l'air comprimé en mouvement à l'aide d'un actionneur.

Chaque étape occasionne des pertes d'énergie et a donc une efficacité énergétique unitaire. La somme de ces étapes donne l’efficacité du vecteur énergétique qu'est l'air comprimé.  {\displaystyle {\text{Efficacité énergétique}}={{\text{Énergie utile en sortie}} \over {\text{Énergie fournie en entrée}}}}
Utiliser l'air comprimé comme vecteur d'énergie implique donc d'accepter une perte d'énergie très importante, environ 80 à 90% de pertes. Ce mauvais rendement se justifie par la simplicité des dispositifs (Moteur à air comprimé, vérins) fonctionnant à l'énergie pneumatique, ce qui leur donne de nombreux avantages : fiabilité, faible coût, rapport poids/puissance très favorable (eg : marteau-piqueur, turbine dite "roulette" de dentiste), ainsi que par le fait que de nombreuses applications utilisent une énergie tellement réduite qu'il n'est pas très important d'en perdre (eg : petits outils de toute sorte -- sécateur, agrafeuse, visseuse, etc. --, actionneurs de porte automatique ou de nombreux engins industriel).

### Consommation spécifique
Préambule : l'énergie nécessaire à la production et la distribution de l'air comprimé est fortement dépendante de la pression de production, et n'est pas directement proportionnelle à l'évolution de cette pression. Les différentes techniques de compression et niveaux de traitement d'air présentent elles aussi des différences notables de consommation d'énergie. Il est donc nécessaire pour évoquer l'efficacité énergétique de l'air comprimé de fixer le contexte de cette approche.
la compression de l’air, outre les pertes d'énergie dans le compresseur, s’accompagne d’une transformation d'une partie de l'énergie mécanique transférée au gaz comprimé en énergie thermique (chaleur) qui reste fréquemment inexploitée : l'énergie correspondante est perdue par transfert de chaleur hors du système, il s'agit de chaleur fatale.

### Énergie pneumatique
L'énergie pneumatique est l'énergie emmagasinée dans un gaz comprimé. Elle est exploitée dans un système pneumatique.
Une estimation de l'énergie disponible dans un volume donné d’air est fournie dans l’article en référence.
Les calculs liés à un système pneumatique utilisent la masse volumique de l’air, qui est de 1,293 kg/Nm3 (1 Nm3 = 1 normo mètre cube qui est une unité de mesure établie à la pression atmosphérique normale de 1,013 × 105 Pa = 1 atm à 0 °C de température).

## Avantages / Inconvénients de l'air comprimé

### Avantages
L'air comprimé présente de nombreux atouts :
- il se transporte et se stocke facilement, dans des conduites et réservoirs bon marché et simples à mettre en œuvre. Faible coût initial et robustesse des actionneurs pneumatiques ;
- c'est un fluide propre qui n'émet pas de pollution par les échappements d’air ou les fuites, et ne nécessite pas de circuit de retour ;
- il n'y a pas d'échauffement des actionneurs (moteurs, vérins...) grâce au refroidissement provoqué par la détente de l'air comprimé ;
- il est peu sensible aux environnements insalubres et aux écarts de température (cas des forges et fonderies) ; aux champs électromagnétiques (soudeuses, fours); aux vibrations...et idéal en milieu explosif.

### Inconvénients
Malgré ces avantages et intérêts, il a aussi des inconvénients :
- l'efficacité énergétique est plutôt faible; liée aux lois de la thermodynamique, au manque de valorisation de la chaleur fatale issue de la compression et au peu d'attention parfois accordée aux fuites. Les performances sont moindres (20 à 40 %) que celles des systèmes électriques ;
- relatives faiblesses des forces développées : pour des efforts importants, il est préférable voire impératif de faire appel à un système hydraulique ;
- le bruit des échappements est un phénomène désagréable qui est en partie résolu grâce à l’utilisation de silencieux .

### Dangers de l'air comprimé
Comme toute énergie, l'air comprimé peut présenter certains risques, facilement maîtrisables, qu'il est nécessaire d’appréhender pour travailler en toute sécurité. Le premier d'entre eux est lié à l'énergie contenue sous pression dans les réservoirs ou les circuits d'air; elle peut provoquer l'éclatement ou le déboitement de divers éléments de ces réseaux, en particulier les flexibles qui agissent alors comme des fouets incontrôlables. Les compresseurs sont aussi des matériels relativement bruyants; le bruit qu'ils génèrent, la détente de l'air comprimé à la sortie des actionneurs pneumatiques, ou l'emploi de soufflettes inadaptées, peut provoquer, selon l'intensité sonore et la durée d'exposition, des dommages sur l'audition. Le nettoyage de postes de travail ou de pièces mécaniques peut provoquer la projection de poussières ou de particules solides dont il est nécessaire de se protéger. La force d'un jet d'air comprimé peut également être un danger pour les parties les plus sensibles du corps humain. Certaines provinces du Canada interdisent l'emploi de l'air comprimé à des fins de nettoyage, y compris pour des vêtements portés, à cause des risques encourus.  La qualité de l'air comprimé employé comme air respirable, malgré la présence d'une règlementation stricte, est un risque potentiel important pour les travailleurs des professions concernées (peintres, sableurs...). 

## Utilisations / Applications

### L'air comprimé en tant que «matériau»
- soufflage pour attiser les feux des forges et des hauts fourneaux, pour sécher des pièces ;
- gonflage de structures pneumatiques : (canot pneumatique, pneus, piscines gonflables…) ;
- air comprimé respirable (plongée sous-marine, caisson hyperbare, cagoules de ventilation assistée) et air comprimé médical ;

- production de bulles dans les procédés industriels, éventuellement alimentaires (mélange, allégement d’un produit, par exemple les sorbets et les crèmes glacées qui sont vendus au litre et non au kilogramme) ;

- matière première pour la production d'oxygène, d'azote ou d'argon ;

- coussins d'air pour maintenir ou manutentionner un objet en sustentation, le film d'air comprimé supprimant les forces de friction d'objets de plusieurs dizaines de tonne[30],[31] ;
- mise en surpression d'armoires électriques (protection contre les poussières dans un environnement pollué ou explosif).

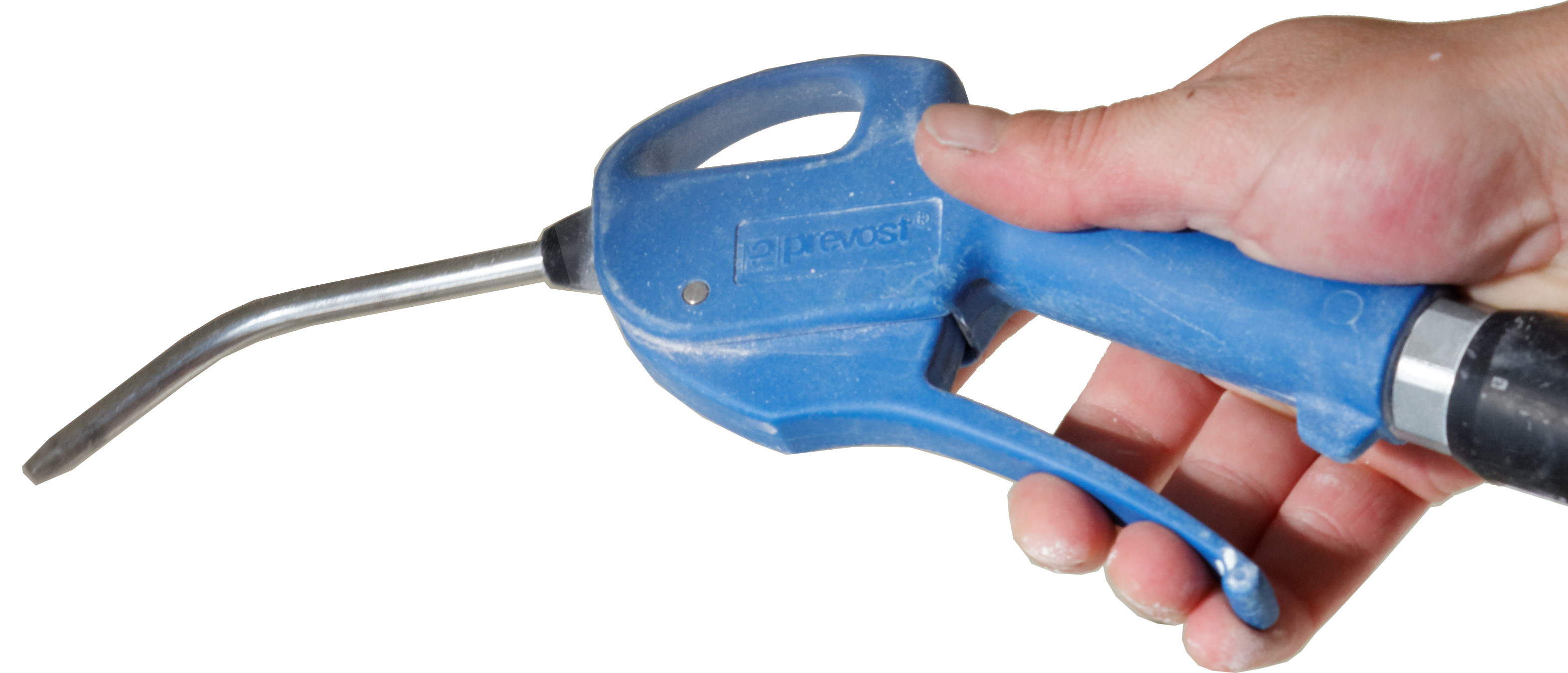
soufflette à air comprimé
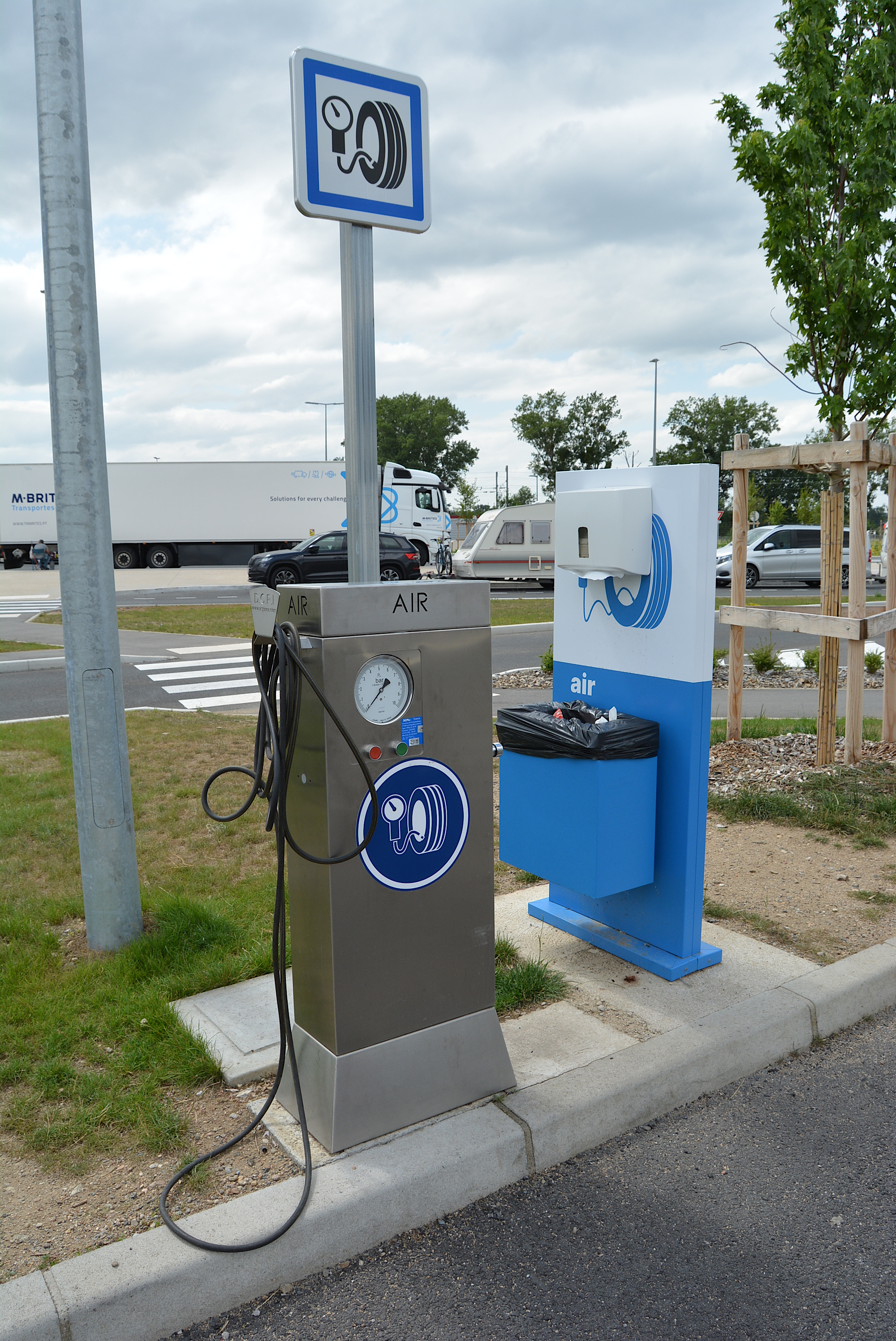
station de gonflage sur une aire d'autoroute
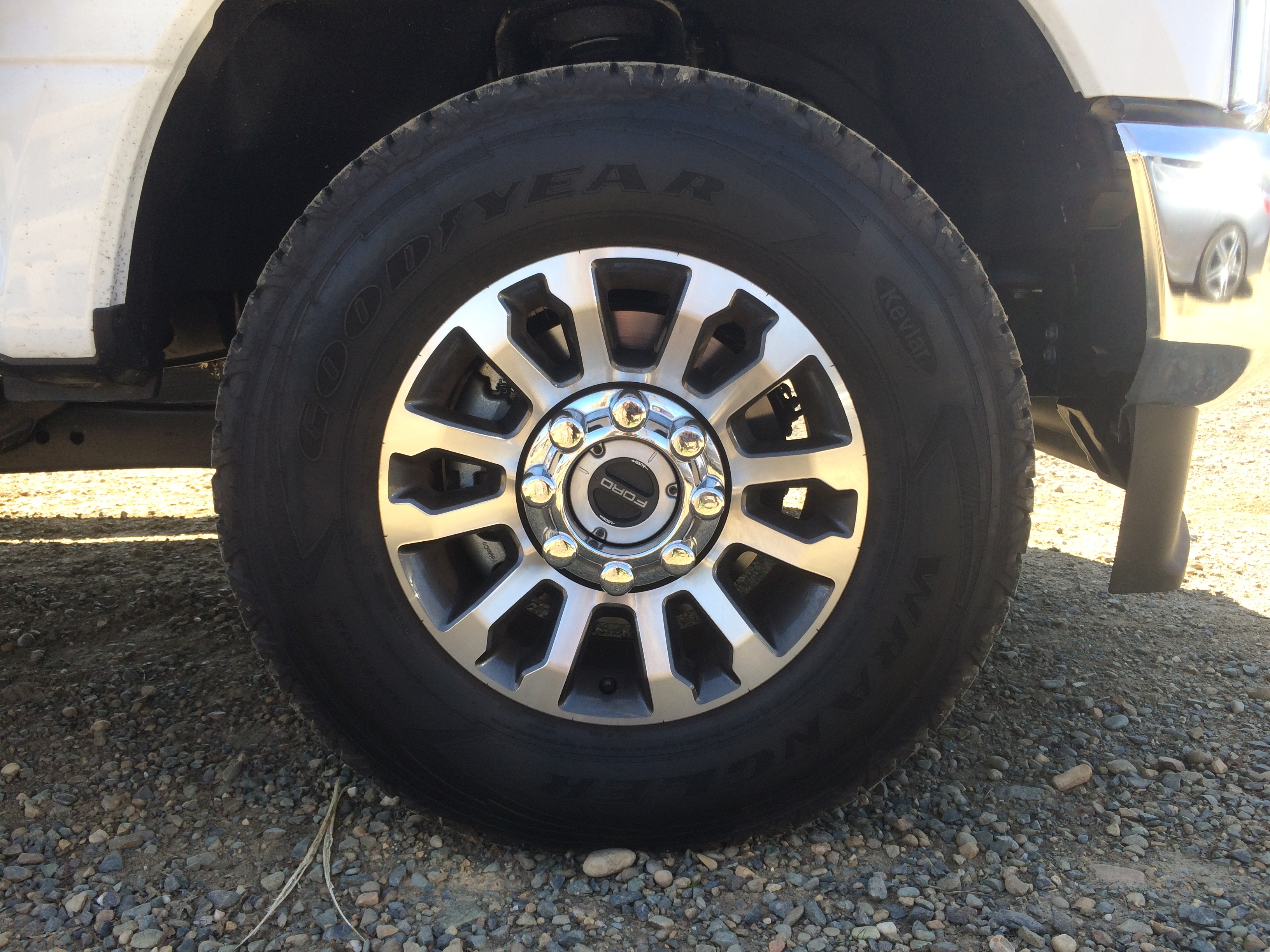
Pneumatique gonflé à 2,5 bar de pression
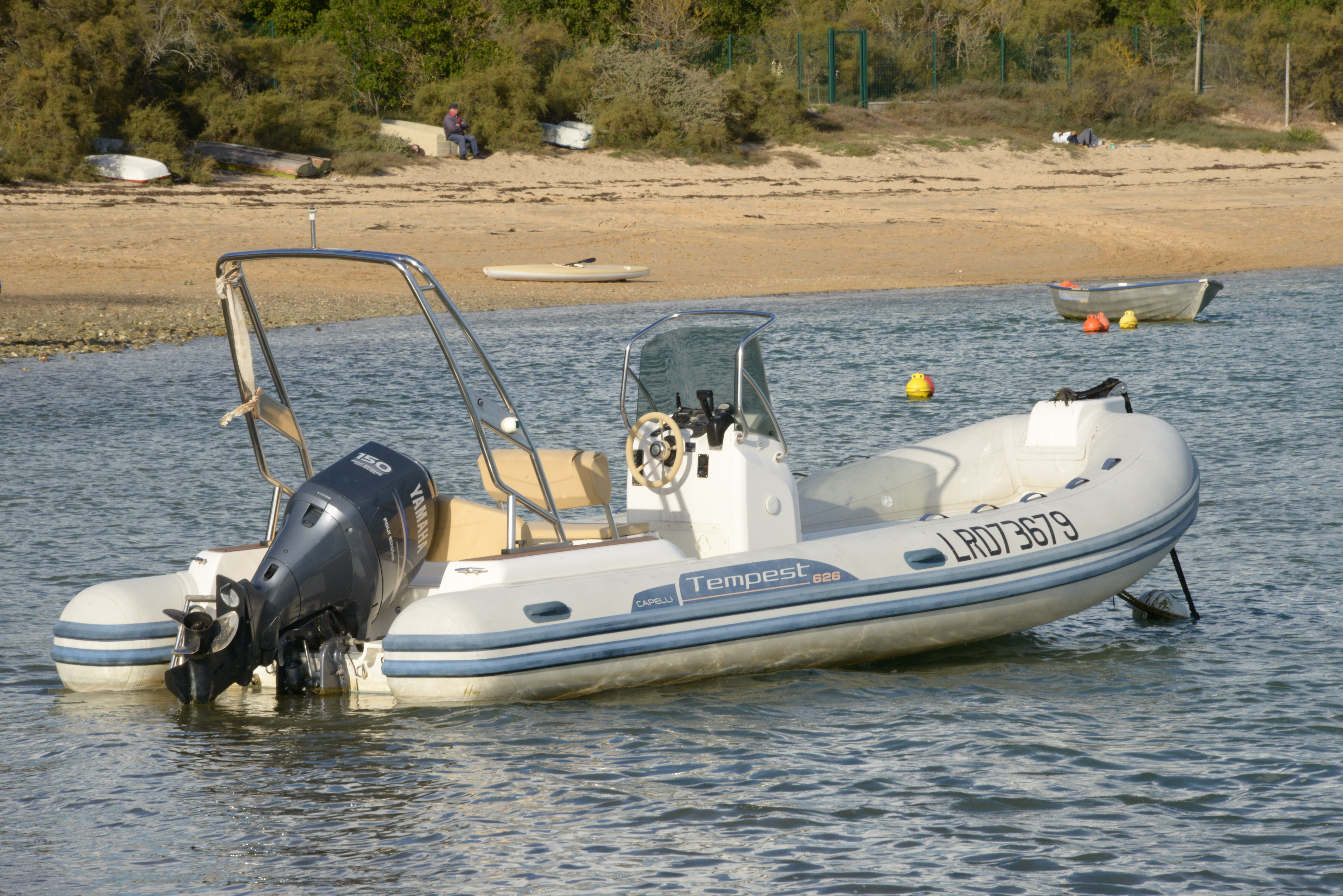
Bateau pneumatique gonflé à 0,25 bar
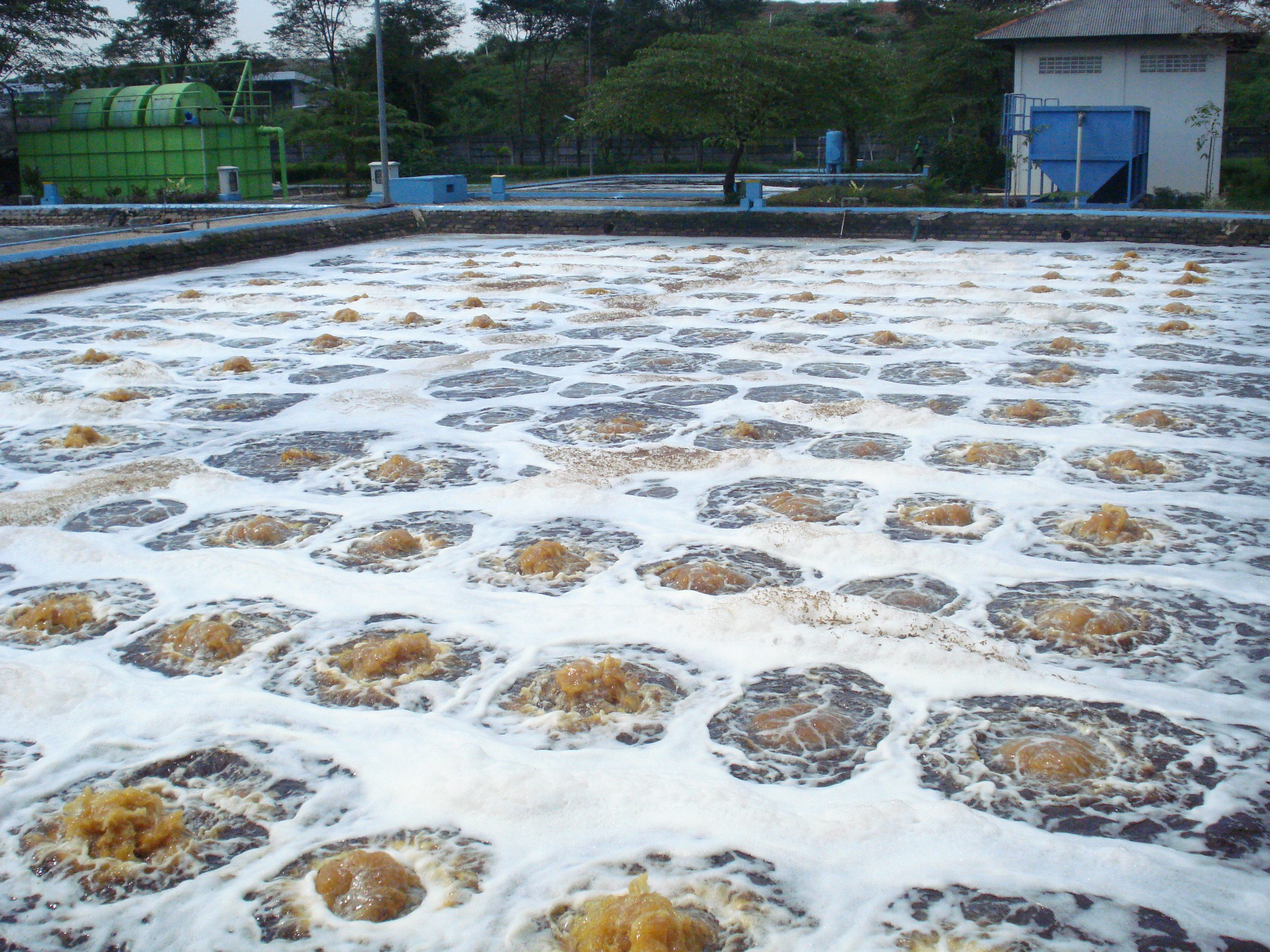
Aération par bullage de bassins de traitement des eaux

### L'air comprimé comme énergie
- les moteurs et vérins pneumatiques, qui sont des actionneurs, transforment l'énergie de l'air comprimé en mouvements, typiquement pour tous les outils pneumatiques et les véhicules à air comprimé ;

- outils pneumatiques : Visseuses, foreuses, meuleuses, riveteuses, cloueurs, scies, polisseuses, pinces à sertir, clés à choc, burineurs, agrafeuses, marteaux pneumatiques, fraise de dentiste, marteaux-piqueurs utilisés dans les travaux publics ;
- autres exemples d'utilisation : Les catapultes des porte-avions du début du XXe siècle[32],[33], le freinage des véhicules poids-lourds[34] et des locomotives et wagons des chemins de fer[35] (freins pneumatiques et électropneumatiques)[36], le lancement des moteurs Diesel, le démarrage des moteurs de F1, de camions, de certains avions (via l'APU) et des groupes électrogènes ;
- création de dépression par système venturi pour alimenter des systèmes de préhension (ventouses) ;
- décolmatage pneumatique de filtres à manches ;
- le sablage utilise l'air comprimé pour projeter un abrasif sur des surfaces à décaper (ravalements de façades de bâtiment ou traitement de surfaces métalliques) ;
- le transport pneumatique de produits en poudre ou en granulés (ciments, poudres alimentaires, plastiques...) ;
- la majorité des pistolets à peinture et des aérographes utilisent l'air comprimé pour pulvériser la peinture liquide et la projeter sur l'objet à peindre ;
- les canons à neige utilisent de l'air comprimé pour projeter l'eau pulvérisée[37] ; le refroidissement lié à la détente de l'air participe à la formation des cristaux de neige .

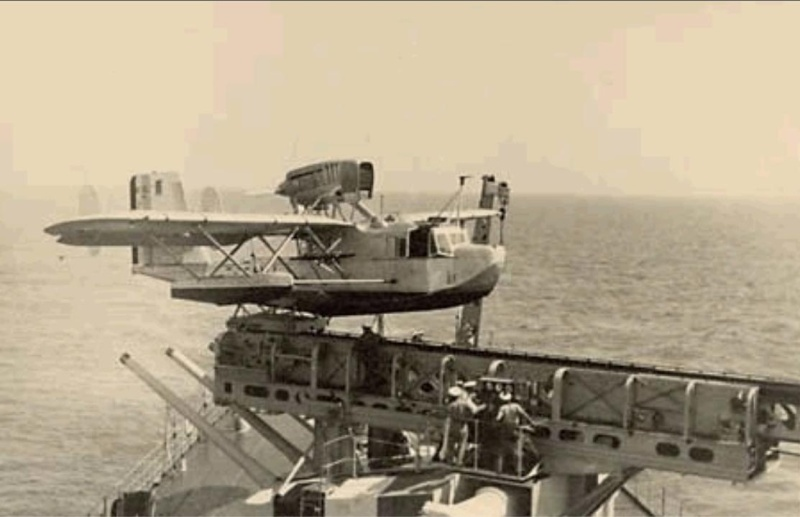
Catapulte à air comprimé d'un hydravion Loire 130
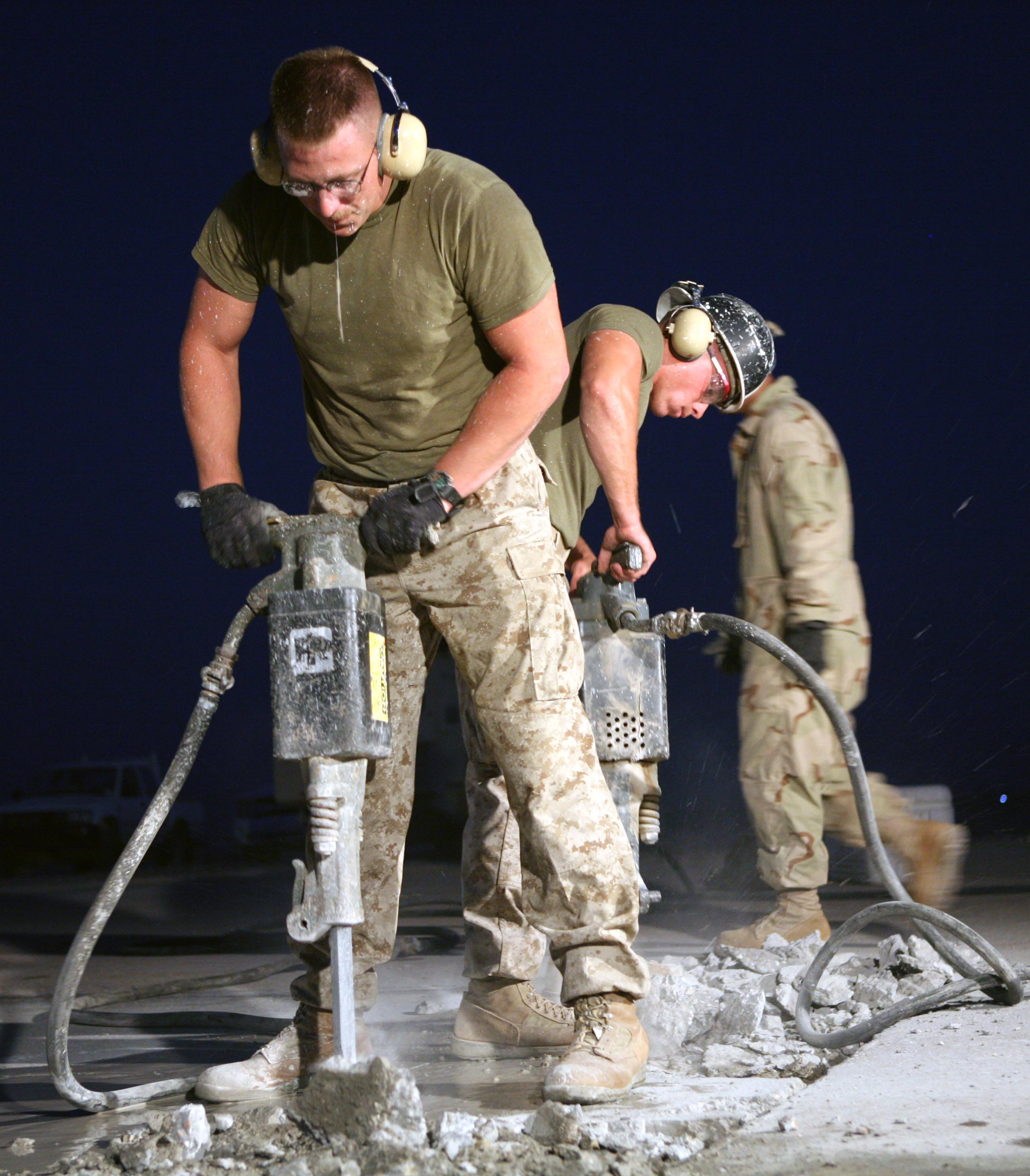
Décroutage d'un enrobé de chaussée avec des marteaux-piqueurs pneumatiques
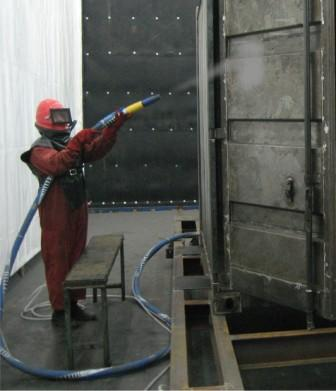
sablage de pièces métalliques pour décapage par abrasion
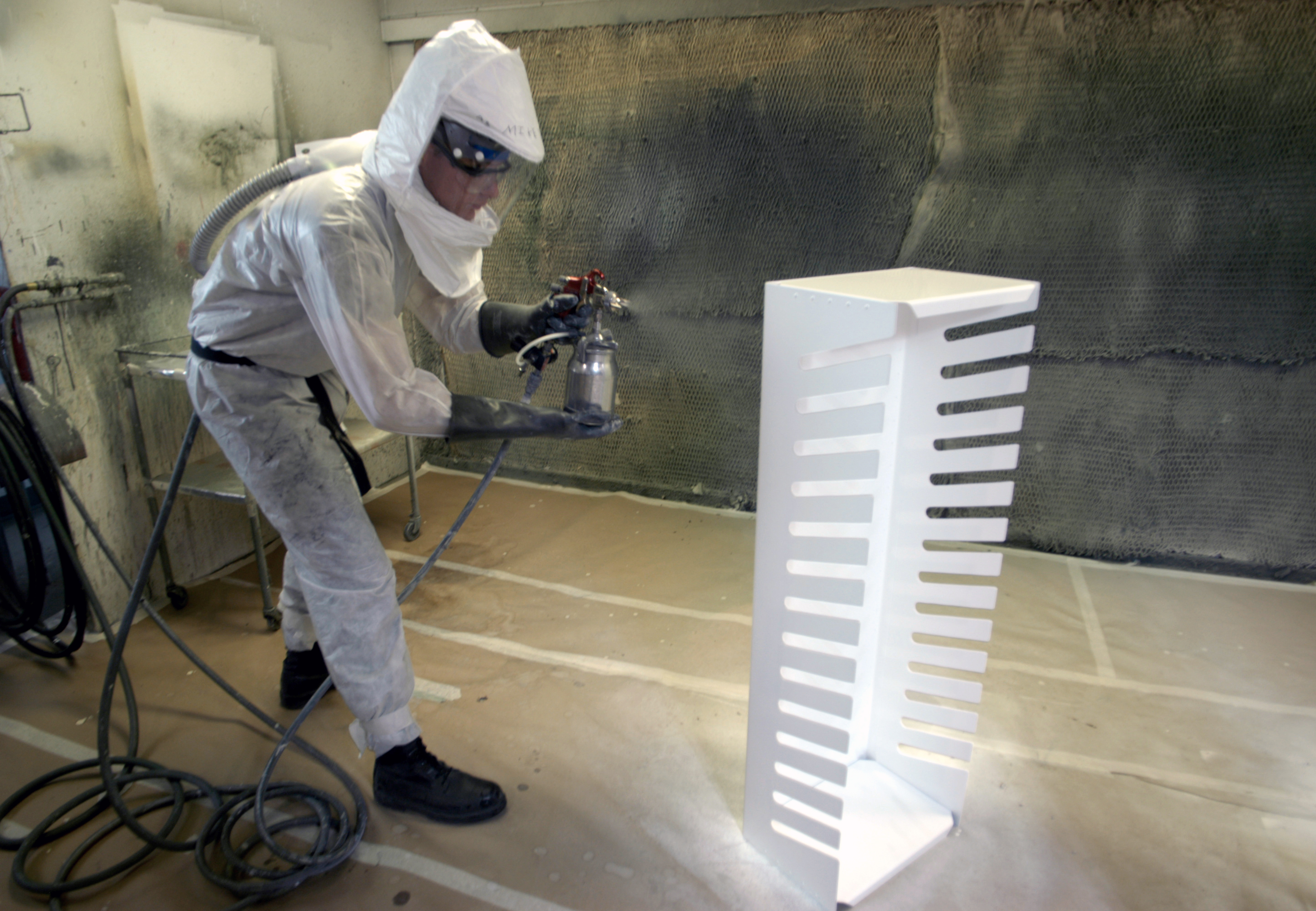
Peinture au pistolet à peinture et alimentation en air respirable d'une cagoule de ventilation.
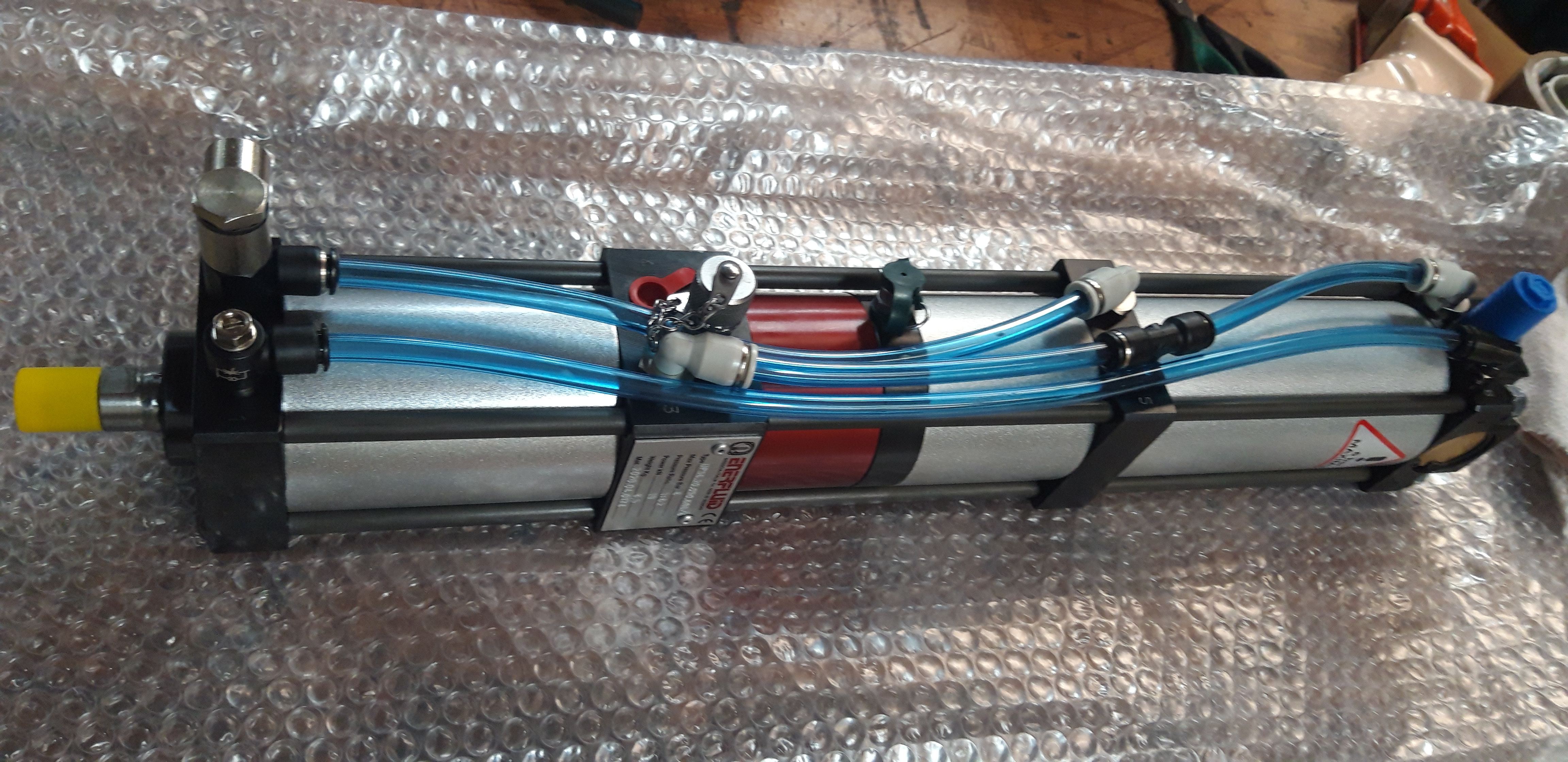
Vérin pneumatique, un des types d'actionneurs.
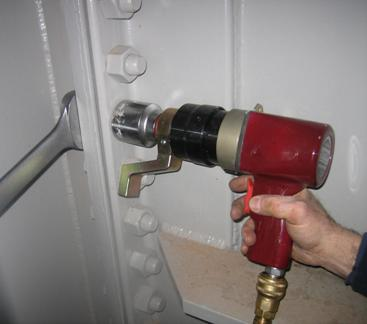
Clé à choc, outil pneumatique qui permet le serrage des boulons.

### Automatisme

Circuit pneumatique.

De nombreux travaux, machines ou lignes de production nécessitent une automatisation des tâches réalisées par l'être humain pour améliorer la productivité, la force ou la rapidité d’exécution. Des dispositifs mécaniques, pneumatiques, hydrauliques ou électriques sont alors employés, chacune de ces formes d'énergies présente des avantages et des inconvénients selon le type d'application. L'air comprimé est largement employé pour ces automatismes, seul ou en combinaison avec d'autres vecteurs énergétiques.
La variété de mouvements et d'actions possibles des actionneurs pneumatiques, la facilité de mise en œuvre, la simplicité et la robustesse des organes de commande, la rapidité d’exécution des ordres rendent l'air comprimé intéressant pour ce type d'actions. D’un simple piston éjecteur sur un tapis roulant à une chaîne de montage complète, en passant par les machines-outils les plus diverses : capables de saisir, déplacer, centrer une pièce à usiner, forer; ou encore des trieuses optiques qui détectent des petits pois non conformes et les éjectent par un jet d'air comprimé mis en œuvre par une électrovanne.
Ces systèmes pneumatiques intègrent des cellules pneumatiques, des distributeurs, des électrovannes; qui distribuent le fluide comprimé vers les actionneurs. La chaîne de commande est constituée de capteurs divers, pressostats, débitmètres, interrupteurs, etc. L'automatisme peut être entièrement pneumatique, électromécanique, ou bien un automate programmable. Le fonctionnement de l'ensemble est schématisé selon une logique pneumatique.

### Armes à air comprimé

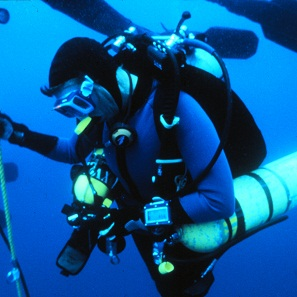
plongeur équipé de bouteilles de plongée

Les armes dites à « air comprimé » regroupent toutes les armes à canon court (pistolet) ou long (carabines) utilisant la détente d'un gaz afin de propulser un projectile, les armes à ressort actionnant un piston qui comprime l’air pour expulser un projectile, ainsi que les lanceurs de billes de peinture utilisés pour le paintball.

### Plongée sous-marine
En plongée sous-marine, l'air comprimé est utilisé pour la respiration sub-aquatique, à l'aide de bouteilles contenant généralement entre 12 et 18 litres d'air comprimé entre 150 et 450 bar.

### Véhicules à air comprimé
La détente de l'air comprimé est utilisée dès le XIXe siècle comme énergie de propulsion pour divers véhicules à air comprimé. Ces applications disparaissent progressivement au cours du XXe siècle, remplacées par des technologies de moteurs plus performants. De nouvelles recherches dans le domaine des véhicules non polluants sont en cours depuis le début du XXIe siècle; mais l'autonomie relativement faible des prototypes actuels, d'environ 40 km, limite l'intérêt et la viabilité de cette technologie pour les usages attendus d'une automobile. Le concept ne bénéficie en 2025 d'aucun gros industriel pour sa promotion et son développement.
Des locomotives sont utilisées jusque dans les années 1960 dans les charbonnages, les mines et les tunnels (percement du tunnel ferroviaire du Saint-Gothard), là ou l'emploi de locomotives à vapeur est impossible, les moteurs pneumatiques n'émettent aucun gaz polluant dans ces milieux confinés.
Les tramways comme ceux du système Mékarski mis en service à Nantes en 1879 et utilisés jusqu'en 1917, et les locomotives de l'Arpajonnais sur la partie parisienne du trajet.
Le sous-marin Le Plongeur est propulsé par de l'air comprimé à 12 atmosphères, les 11 réservoirs de bâbord ont un volume de 67 m3, les 12 réservoirs de tribord font 73 m3. Il est développé à Rochefort par l'ingénieur Charles Brun entre 1860 et 1863, date de sa mise à l'eau. Les premiers essais sur des parcours d'environ 6 km avec une vitesse de 3,3 à 3,9 nœuds. L'air comprimé est encore utilisé pour vider les ballasts des sous-marins.

Au XIXe siècle, les premières torpilles étaient propulsées par de l’air comprimé.

Aéronautique : L’ingénieur et pionnier de l’aéronautique Victor Tatin construit en 1879 un modèle réduit opérationnel d’avion mu par un moteur à air comprimé.

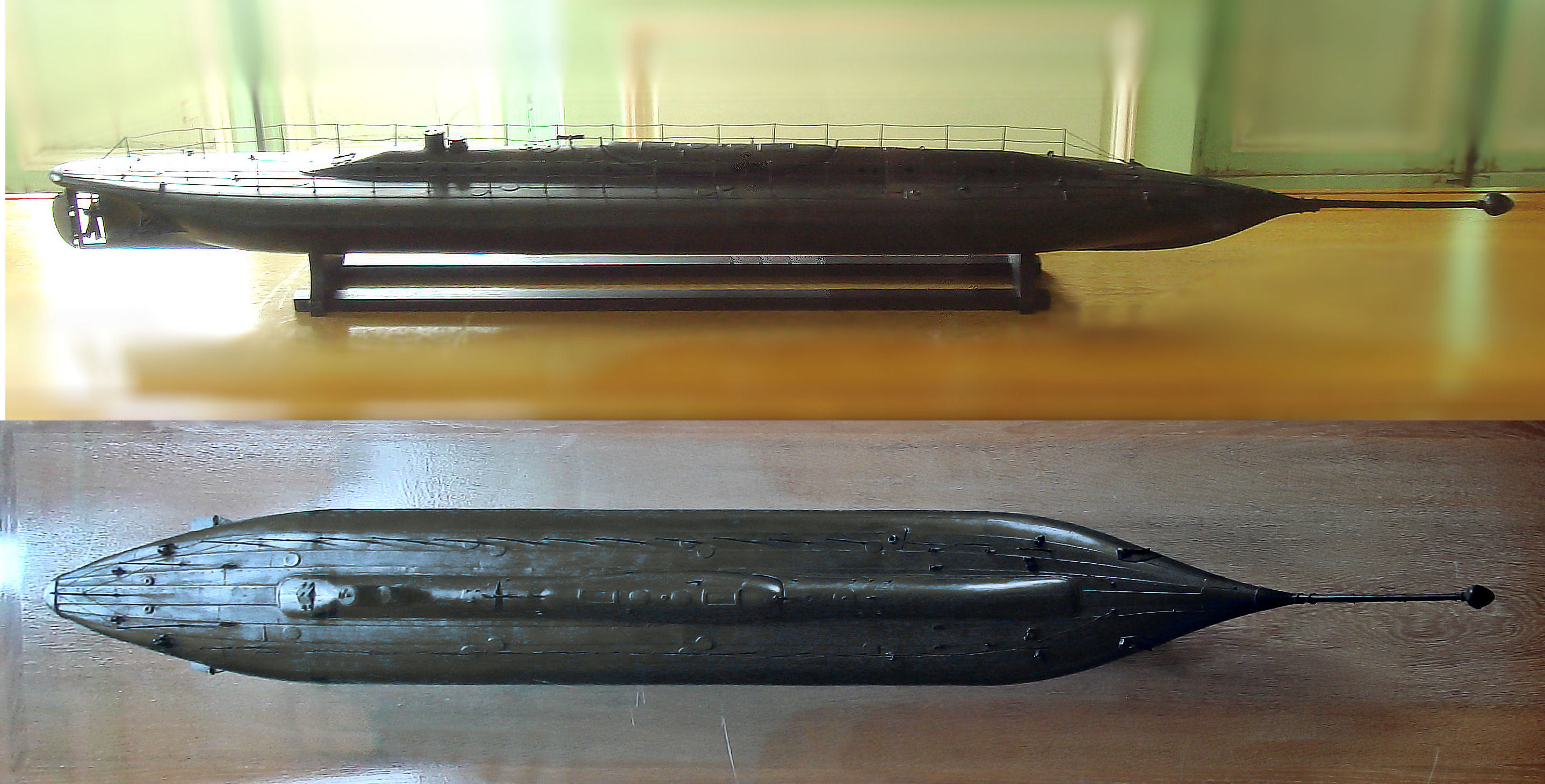
Sous-marin Le plongeur (1863). Longueur 44,5 m, poids 381 T.
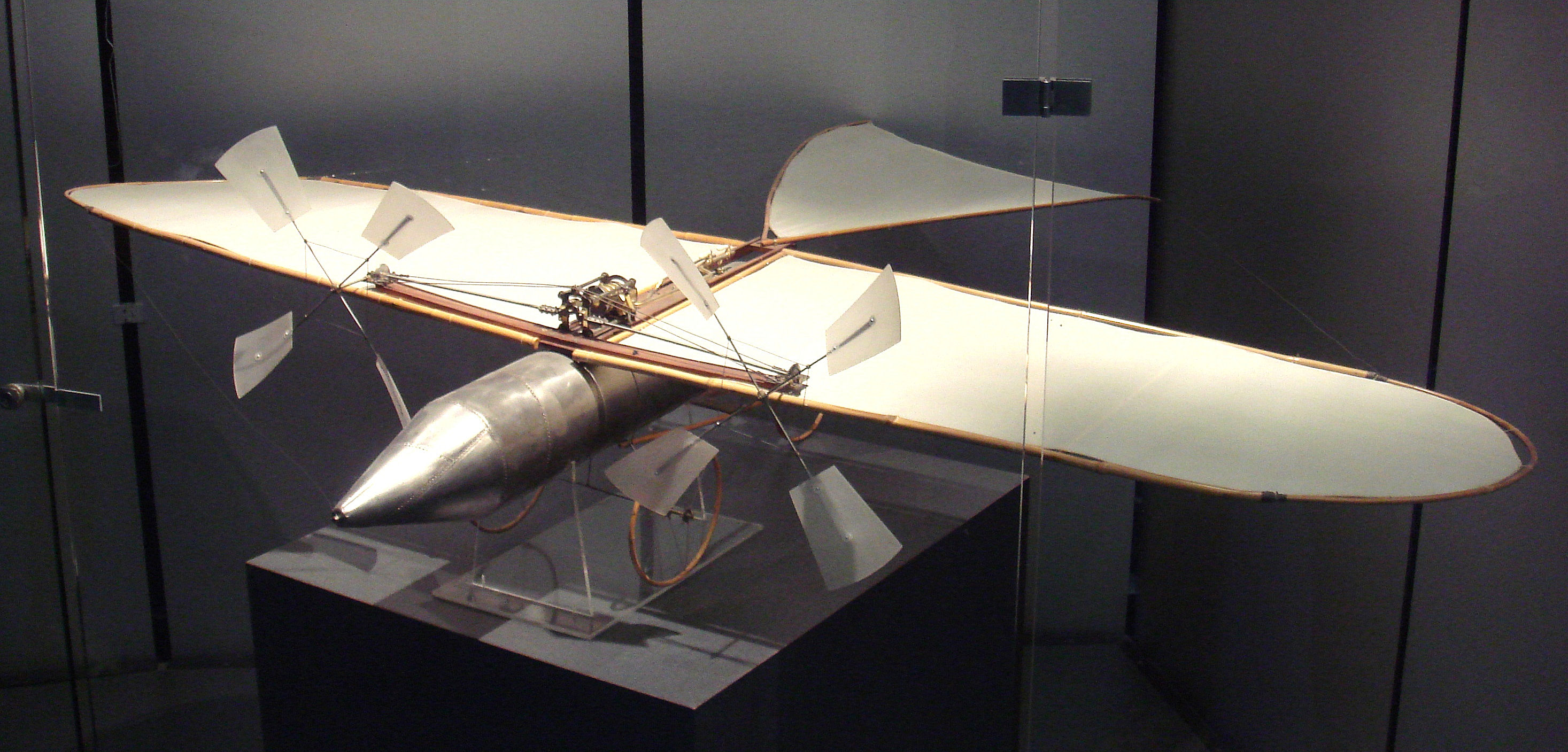
Avion à air comprimé de Victor Tatin en 1879. Envergure 1,9 mètre, Musée de l'Air et de l'Espace
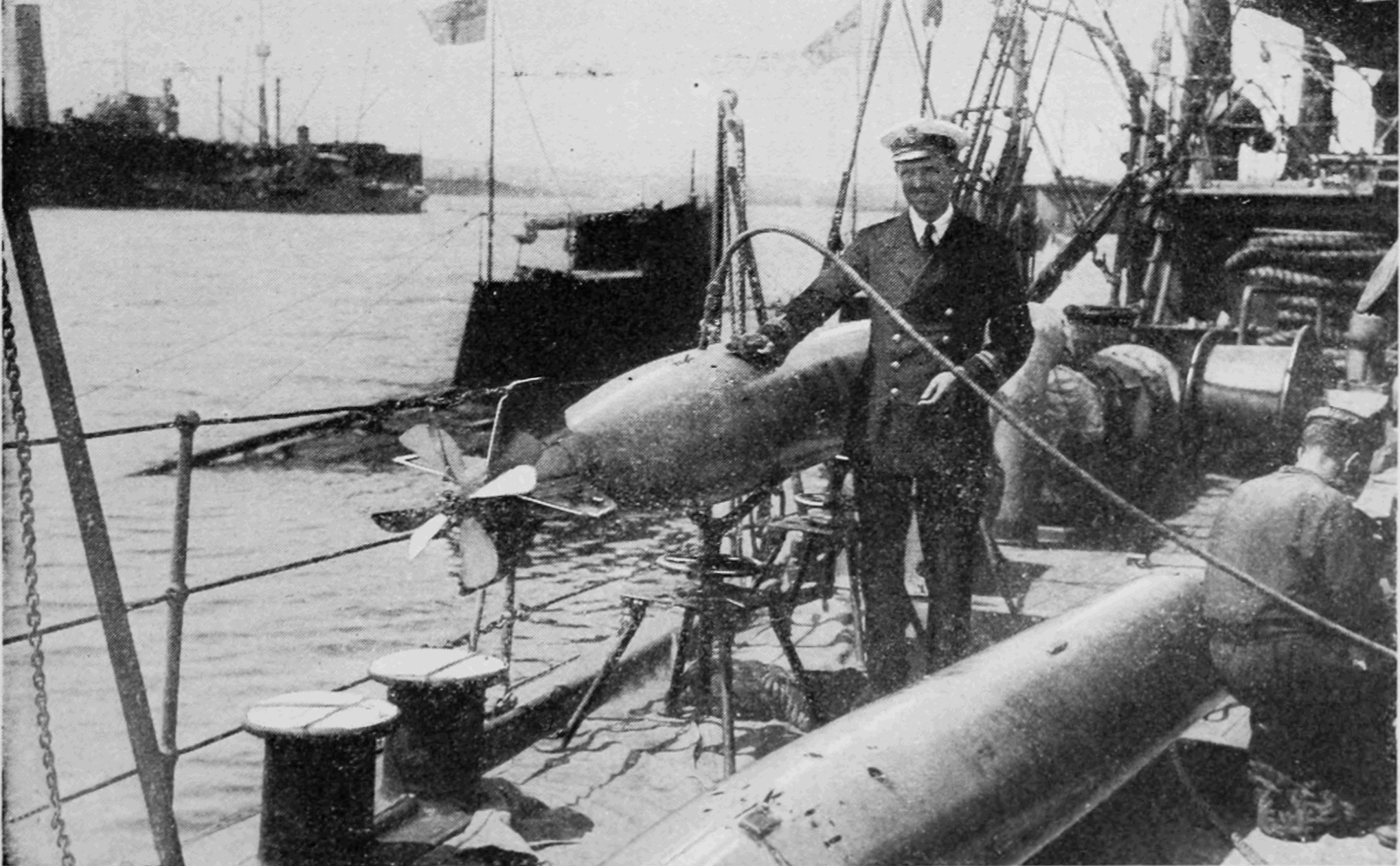
Torpille à propulsion par air comprimé britannique (1916)
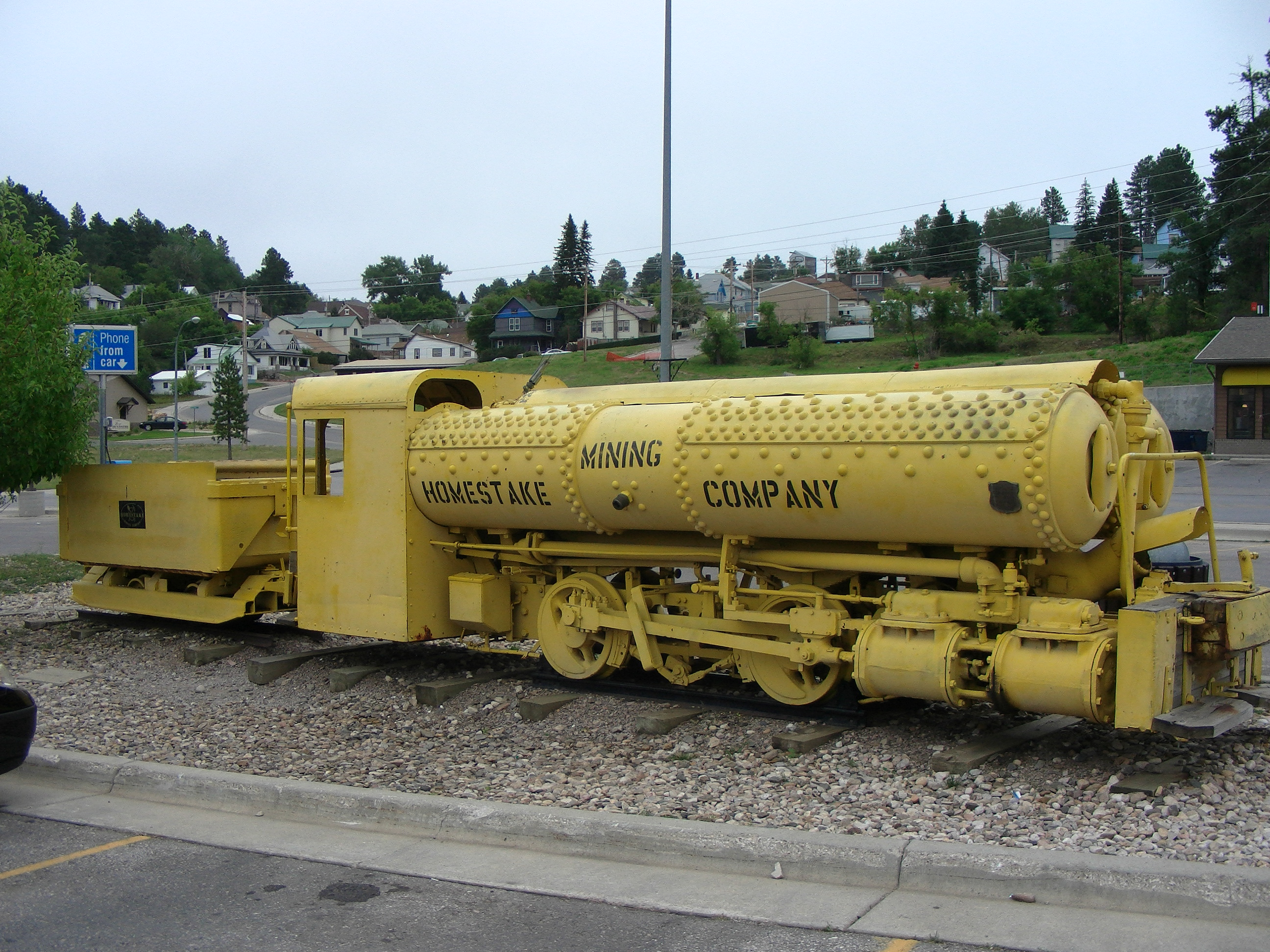
Locomotive à air comprimé, en service de 1928 à 1961 au Dakota du Sud (EU)
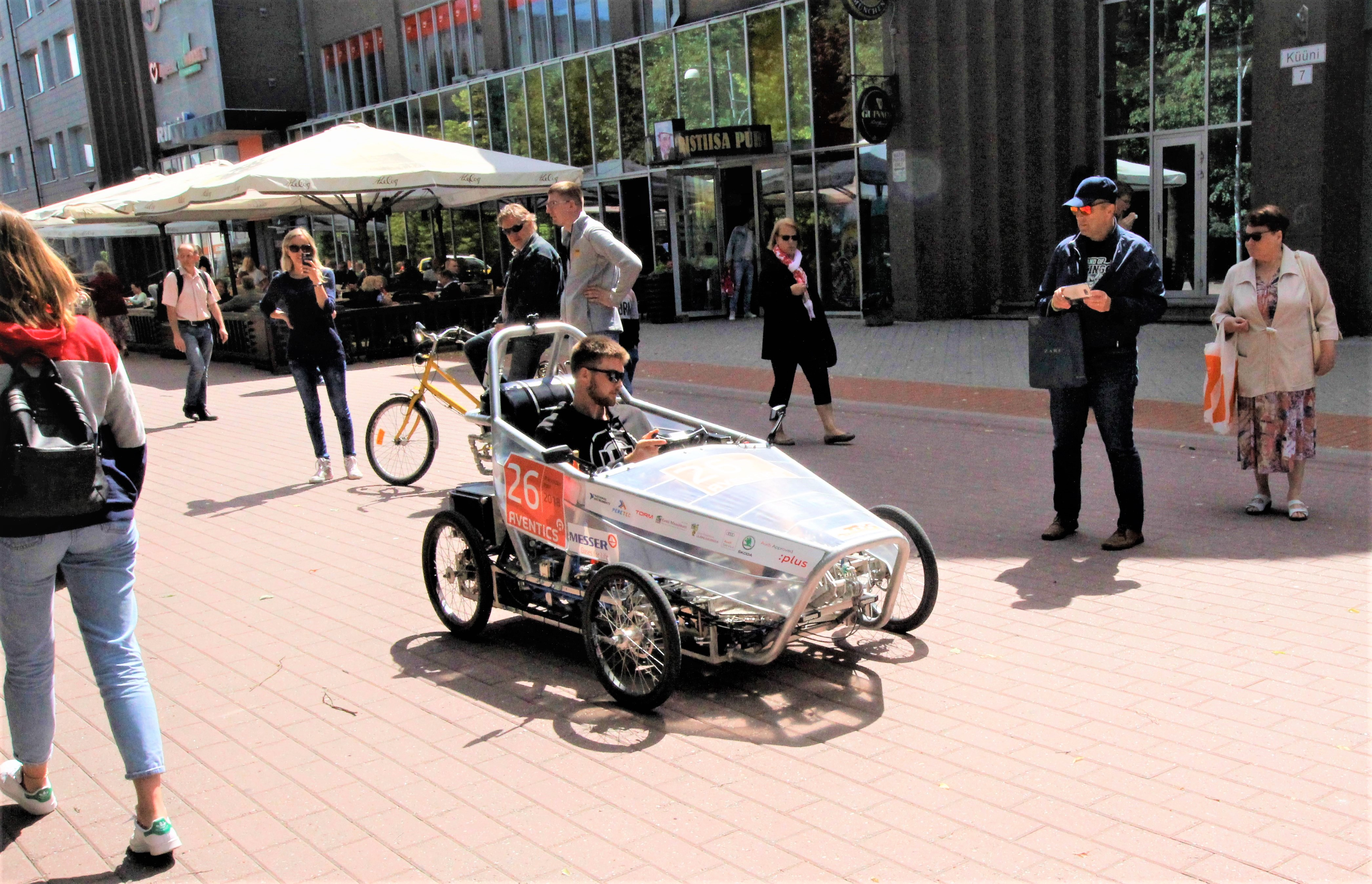
Véhicule pneumatique (2018) prototype de l'université Estonienne de sciences

### Transport par tube pneumatique
Des réseaux de poste pneumatique existent au XIXe siècle dans quelques villes européennes et américaines (à Paris jusqu'en 1984), pour propulser dans des tubes, à l'aide d'air comprimé, des boîtes cylindriques pour transporter du courrier ou de petits objets. Cette technique est toujours employée dans l’industrie, certaines banques, et aux caisses de grands magasins. Le fluide moteur est de l'air comprimé (moins de un bar de pression) à grand débit. Il est produit par des compresseurs à basse pression parfois appelés des surpresseurs .

### Stockage d'énergie CAES
Les possibilités de stockage d'énergie de l'air comprimé sont utilisées dans le secteur de la production électrique; l'air comprimé est utilisé pour produire de l'électricité en actionnant une turbine couplée à un générateur,.
Le système CAES (Compressed Air Energy Storage) est un moyen d'utiliser l’énergie électrique excédentaire produite en heures creuses pour la restituer aux moments opportuns,. Cette énergie électrique est transformée en énergie pneumatique par des compresseurs, pour être stocké dans des réservoirs ou dans des cavernes souterraines; et réemployé ensuite pour produire à nouveau de l'électricité. Ces réservoirs souterrains peuvent être réalisés dans les bassins sédimentaire de sel. Le procédé suscite un nouvel intérêt depuis l'augmentation de la part d'énergies renouvelables dans le mix énergétique au début du XXIe siècle, notamment les éoliennes et les panneaux solaires, dans la production d'énergie électrique. La production de l'air comprimé à partir de l'énergie des vagues pour son stockage est une variante.
La première usine CAES est située à Huntorf, en Allemagne, et fonctionne depuis 1979. Une dizaine d'installation sont en production ou en construction dans le monde. Une installation de stockage d'énergie à air comprimé en caverne (0,3 GWh) a été mise en service en Chine an 2022. Une autre, plus importante (4 GWh) est en cours d'installation en Californie. Plusieurs projets sont en cours,.
La technique des accumulateurs oléo-pneumatiques peut aussi être utilisée en alternative aux batteries des alimentations sans interruption et permettre de pallier les pannes de secteur pour l'alimentation électrique de réseaux critiques (hôpitaux, serveurs informatique…).

### Autres usages

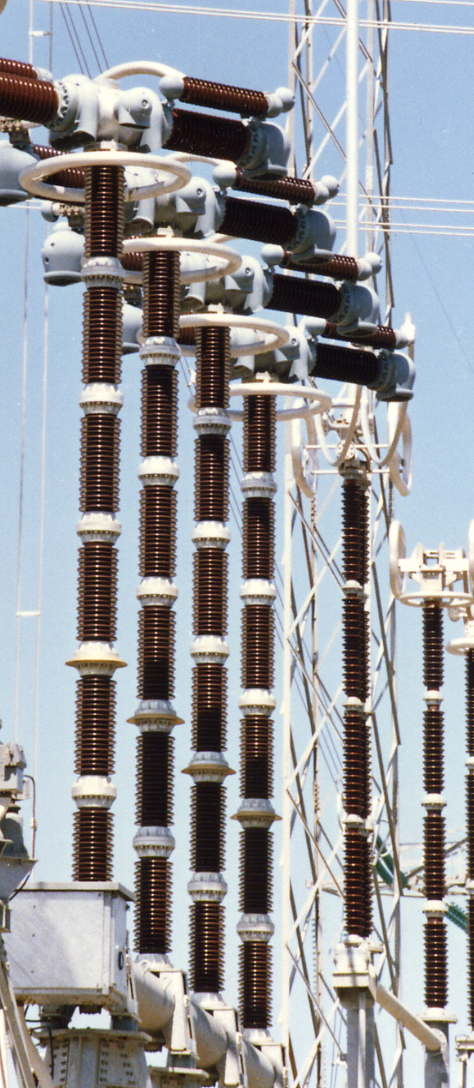
Disjoncteur à air comprimé

D'autres procédés utilisent l'air comprimé comme source d’énergie :
- la réfrigération et la production d'air froid par des tubes vortex utilisant de l'air comprimé comme source d'énergie ;
- certains disjoncteurs à haute tension à courant continu utilisent un jet d'air comprimé pour souffler l'arc électrique qui se forme lors de l'ouverture du contact électrique ;
- appareils d’éclairage constitués d’une micro-turbine pneumatique qui entraîne un alternateur.